# Federico Barocci
Federico Barocci detto il Fiori (Urbino, 1528/1535 – Urbino, 30 settembre 1612) è stato un pittore italiano.
Il suo stile elegante lo fa ritenere un importante esponente del Manierismo italiano e dell'arte della Controriforma. È considerato uno dei precursori del Barocco.

## Biografia
Nacque in Urbino, in via San Giovanni (a lui intitolata agli inizi del XX secolo) da una famiglia di origini lombarde, discendente dal suo bisavolo Ambrogio da Milano, uno scultore giunto, verso la metà del XV secolo, nella città feltresca per lavorare nel cantiere del Palazzo Ducale. Il fratello di Federico, Simone, e i suoi cugini di primo grado, Giovanni Battista e Giovanni Maria, divennero celebri progettisti e costruttori di strumenti matematici ed astronomici, soprattutto nel campo dell'orologeria. Barocci, anche scritto Barozzi, è uno dei pittori più importanti nel periodo (spesso poco considerato) dell'arte durante la Controriforma, che intercorre fra Correggio e Caravaggio.
Giovanni Pietro Bellori registra come suo primo maestro Pierleone da Acqualagna.
La sua carriera iniziale a Roma fu veloce e brillante, ispirata da Raffaello, ammirata da un ormai anziano Michelangelo e consigliata da Taddeo Zuccari. L'adesione di Barocci alla Controriforma condizionò la sua lunga e fruttuosa carriera. Un personaggio chiave fu San Filippo Neri, i cui Oratori cercavano di ricollegare il regno dello spirito con la vita quotidiana delle persone. San Filippo commissionò a Barocci una pala d'altare con la Visitazione per la sua Chiesa Nuova (Santa Maria in Vallicella); si dice che la contemplazione del dipinto lo portò all'estasi. Nel quadro Elisabetta e la Vergine si salutano come se fossero nel contesto della vita quotidiana di Roma.

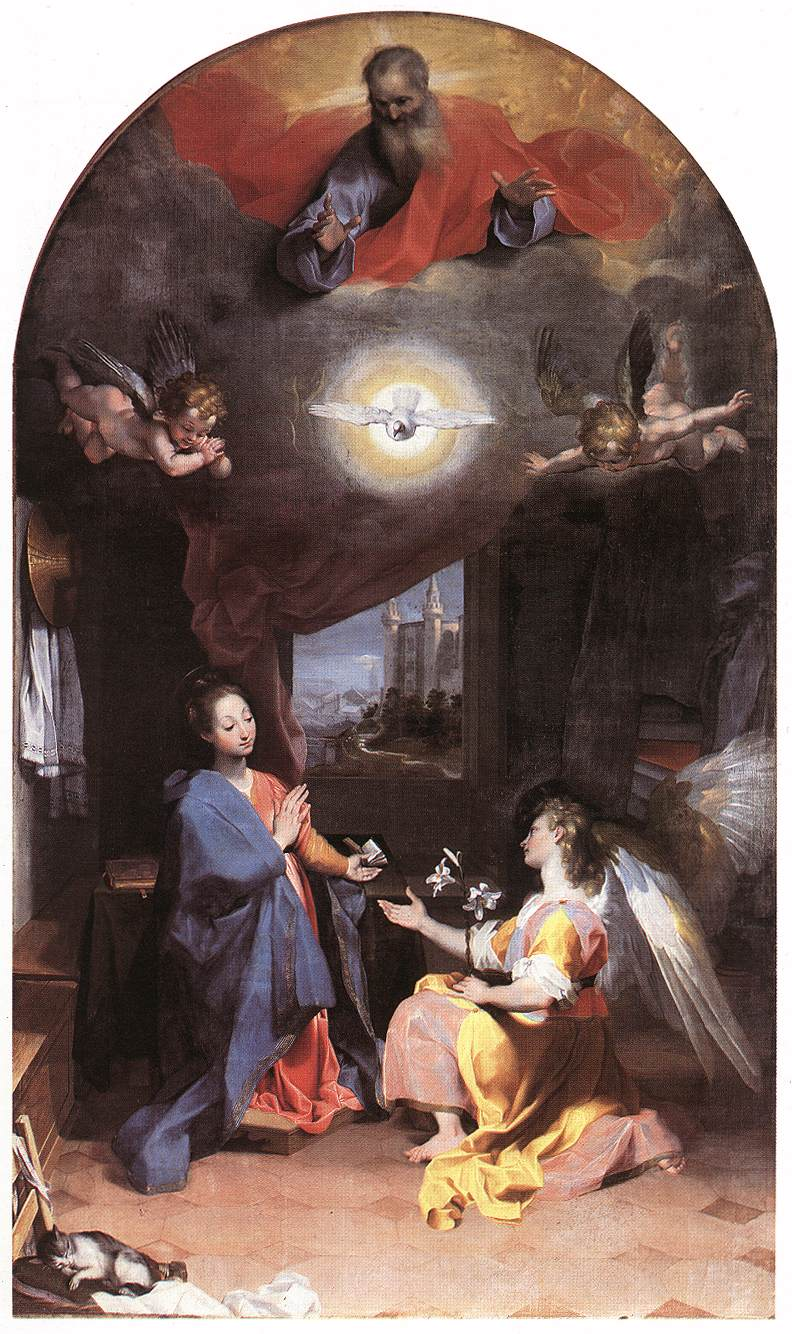
Annunciazione (1592-96)
Olio su tela, Santa Maria degli Angeli, Assisi

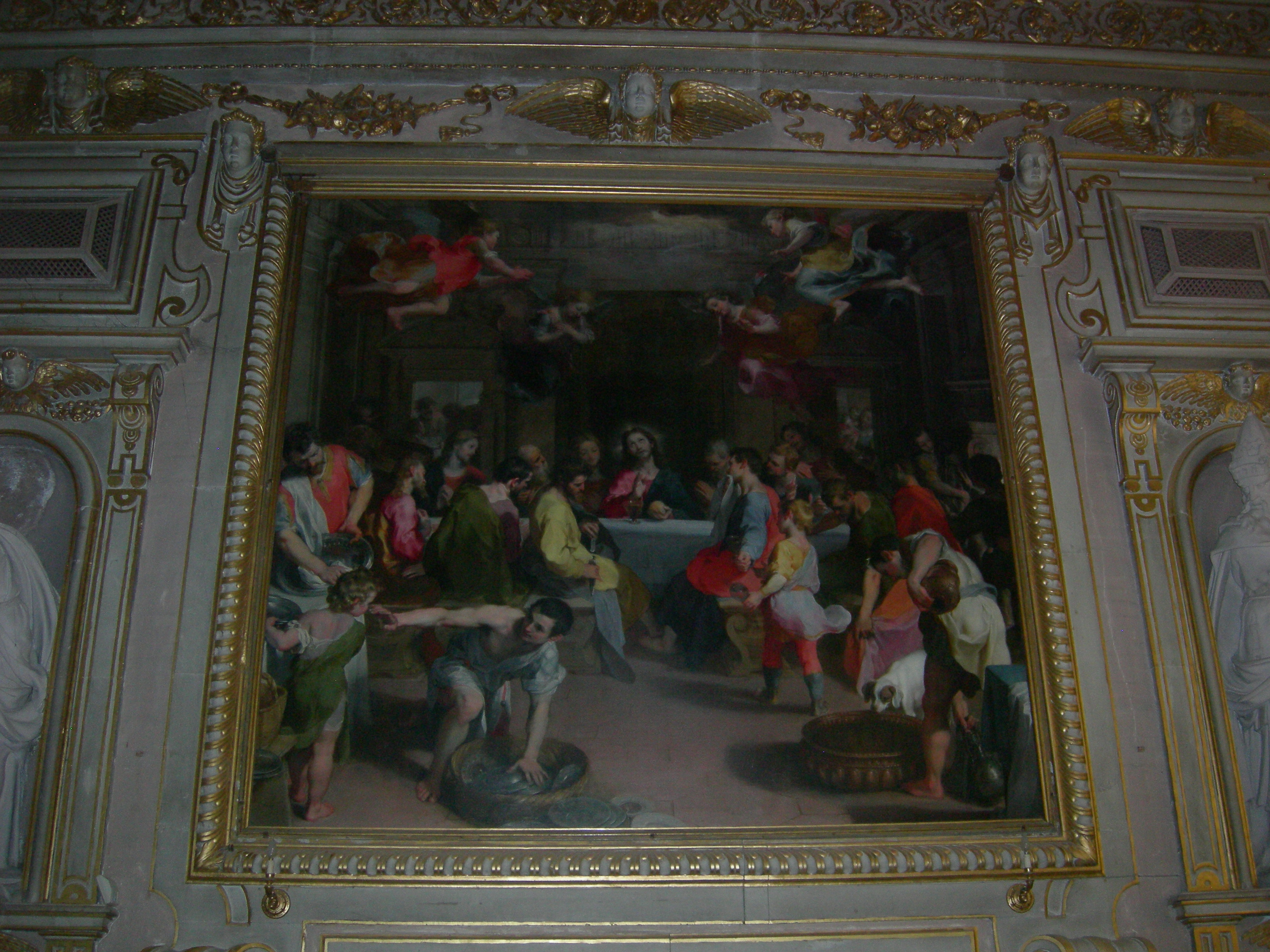
Ultima Cena (1592 - 99)
Cappella del Santissimo Sacramento, Cattedrale, Urbino

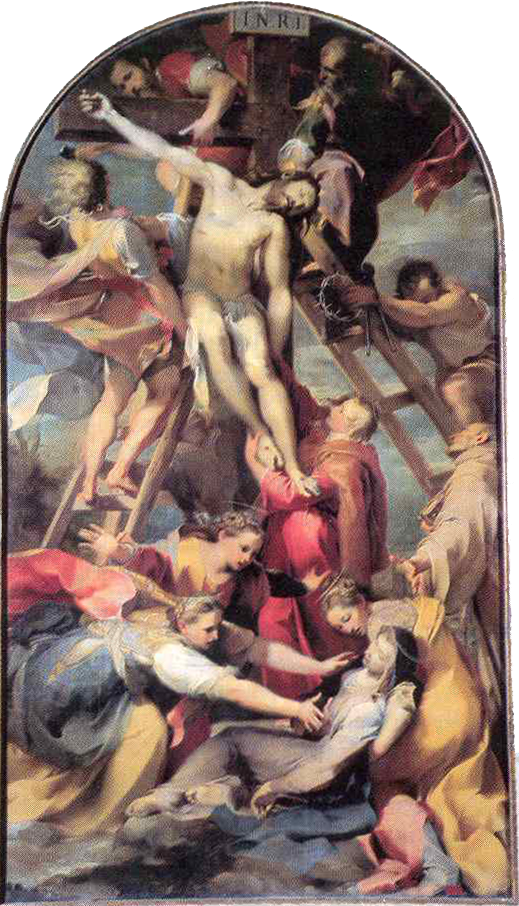
Deposizione della croce, Cattedrale di San Lorenzo, Perugia

Barocci fuggì da Roma sostenendo di essere stato avvelenato per gelosia, rimanendo poi menomato per tutta la vita da una condizione di salute delicata. Ritornò alla sua natia Urbino nel 1565 in una sorta di volontario ritiro, interrotto solo dai contatti con i numerosi committenti sparsi per tutt'Italia. Entrò sotto la protezione di Francesco Maria II della Rovere, duca di Urbino. Il Palazzo Ducale si vede nello sfondo dei suoi dipinti, resi in una prospettiva forzata che sembra un'anticipazione della futura pittura Barocca. Barocci era anche un ritrattista sensibile e immortalò il duca in una tela oggi agli Uffizi.
Anche se lontano da Roma, dove poteva scambiare esperienze artistiche e trovare fama, a Urbino, ormai in decadenza e prossima a essere annessa allo Stato Pontificio, ma animata, grazie agli studi scientifici, da una notevole vivacità culturale, Barocci riuscì a ottenere importanti commissioni per le sue pale d'altare, avvicinandosi alle correnti più innovative dei Francescani e dei Cappuccini.
Mantenne anche un livello inventivo che sfidava il suo relativo isolamento. Potrebbe aver visto i disegni colorati a gesso o a pastello di Correggio, ma solo i notevoli studi a pastelli di Barocci restano a testimoniare i primi esempi di questa tecnica. Nei pastelli e negli schizzi a olio (un'altra tecnica in cui fu un pioniere) le sfumature morbide, opalescenti di Barocci possono essere confrontate soltanto con l'etereo e lo sfumato di Leonardo da Vinci. Tali studi facevano parte di un complesso processo che Barocci usava per completare le sue pale d'altare. A causa della sua fragile condizione, doveva lavorare per brevi periodi durante il giorno e il duro lavoro di verniciatura delle pale veniva lasciato per ultimo. Una serie elaborata di passaggi che portavano al prodotto finale assicuravano la velocità e il successo nell'esecuzione. Barocci fece innumerevoli abbozzi: studi gestuali, di composizione, di figura (usando i modelli), di illuminazione (usando modelli d'argilla), di prospettiva, del colore, della natura, ecc. Esistono oltre 2000 disegni fatti da lui, un numero maggiore rispetto a qualunque altro artista del periodo. Nella storia dell'incisione il Barocci fu un protagonista ed un innovatore. La tecnica a "morsure replicate" prese il via dalla sua Annunciazione, un procedimento, questo tipo di morsura, «che aprì all'acquaforte le più moderne possibilità espressive».
L'importantissima opera incisoria è testimoniata da soltanto quattro stampe. È stato scritto che «si tratta di stampe che possiamo dire rivoluzionarie: di esse, infatti, non si può prescindere sia per mantenere un filo organico all'interno delle evoluzioni stilistiche, sia per la comprensione dell'attività carraccesca e della scuola bolognese in generale». L'incisione della Madonna delle nuvole «ripresa da Agostino Carracci nel 1582» si fa notare «per la capacità tecnica e la potenza di tratteggio, (...) tuttavia sfuggiva ad Agostino il mondo delicato fatto di lievi passaggi, di chiaroscuri "impalpabili" che costituiscono proprio la forza del Barocci e ne delimitano la personalità anche nel campo dell'incisione». L'incisione della Madonna delle nuvole, «insieme a un disegno preparatorio conservato al British Museum di Londra», è stata avvicinata alla Madonna col Bambino e i Santi Giovanni Battista e Francesco, opera del Barocci della Pinacoteca di Brera, proveniente dalla Chiesa dei Padri Cappuccini di Fossombrone, requisita durante le Spoliazioni napoleoniche.

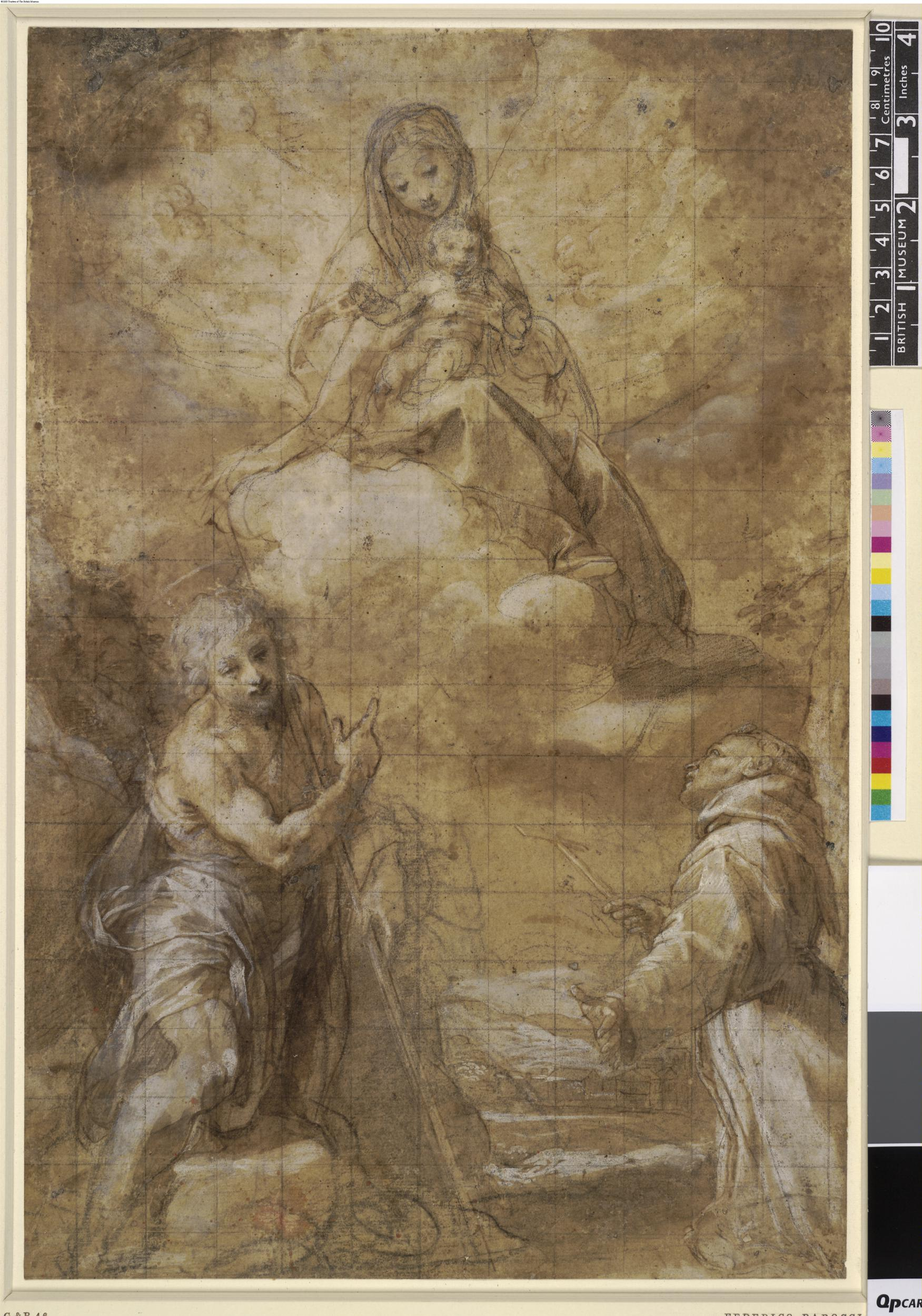
Disegno preparatorio conservato al British Museum di Londra in relazione con la Tela Madonna col Bambino e i Santi Giovanni Battista e Francesco dell'Accademia di Brera

Ogni particolare è stato affrontato in questo modo. Un buon esempio è la sua Madonna del popolo, agli Uffizi. È un vortice di colore e di vitalità, reso possibile dalla grande varietà di persone, pose, prospettive, particolari naturali, colori, illuminazioni ed effetti atmosferici. Della "Madonna del Popolo" ci sono pervenuti molti disegni: dagli abbozzi iniziali agli studi per colorare teste, fino al cartone finale a grandezza intera.

Malgrado questo processo scrupoloso, il genio del Barocci ha mantenuto pennellate appassionati e libere. Dovrebbe essere scritto di più sulla singolare luminosità della tecnica di pittura del maestro, in cui una luce spirituale sembra tremolare come un gioiello attraverso facce, mani, drappeggi e cielo. La pennellata emotiva di Barocci non è stata dimenticata da Peter Paul Rubens. Rubens è noto per aver fatto uno schizzo del suo drammatico Martirio di san Vitale, in cui la carne ondeggiante del martire è l'occhio di un altro turbine di figure, gesti e dramma. Il Martirio di san Livino, di Rubens per esempio, sembra dovere molto a Barocci, dal putto che punta la fronda della palma, alla presenza dei cani nell'angolo in basso a destra.

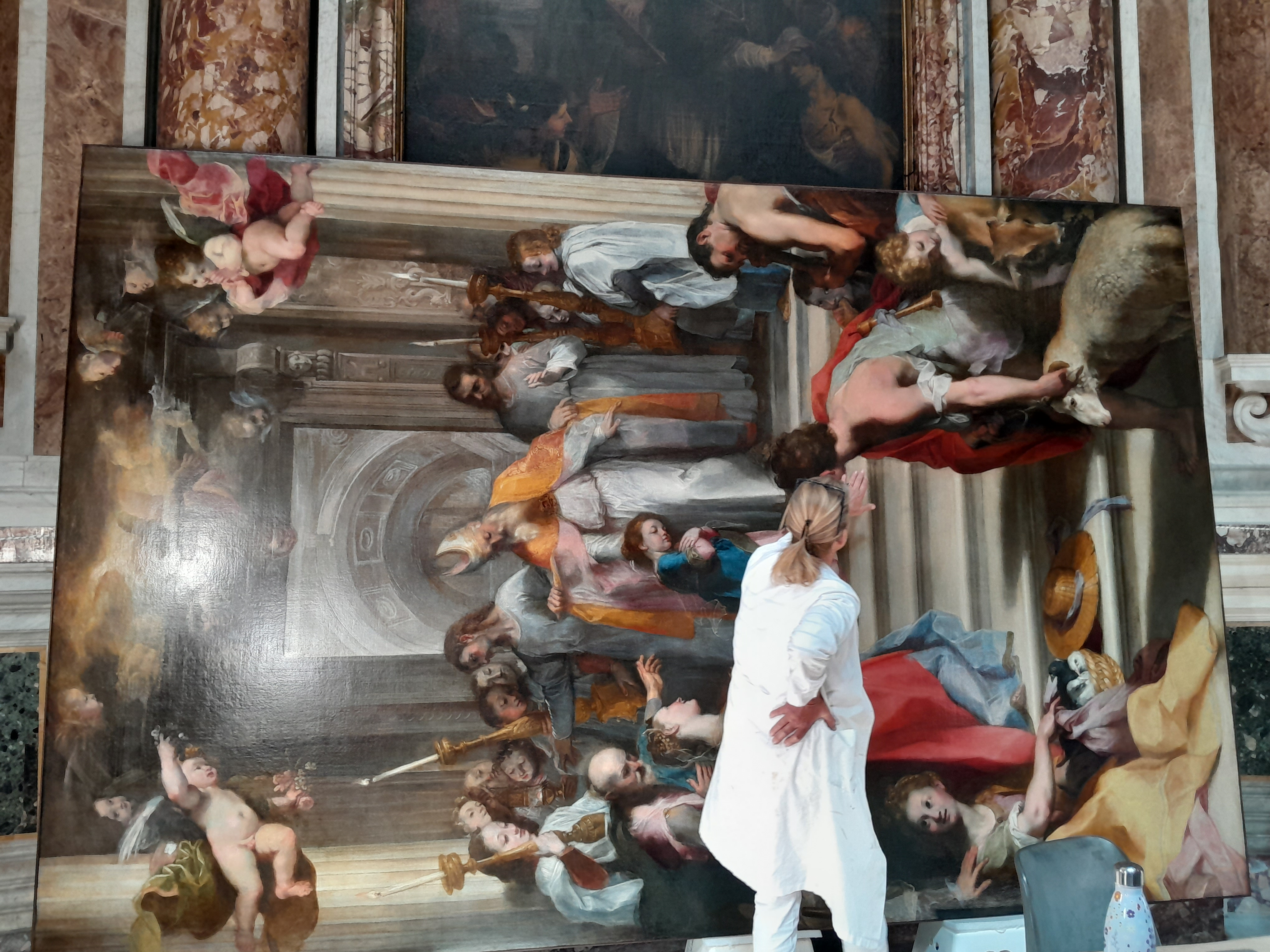
Restauratrice davanti alla "Presentazione al tempio" di Federico Barocci

La composizione avvolgente di Barocci e la messa a fuoco sull'impressionabile e sullo spirituale sono elementi che precorrono il barocco di Rubens. Ma anche nella proto-barocca Beata Michelina di Federico si possono vedere i preparativi di un alto capolavoro barocco: l'Estasi di santa Teresa d'Avila di Bernini. L'espressione estatica, il drappeggio animato, l'unità della figura con la sorgente luminosa divina, le mani che ricevono: Barocci sembra introdurre il dramma palpabile del barocco più di qualunque altro artista del suo tempo.

## Opere
- Assisi, chiesa di Santa Maria degli Angeli: Annunciazione, olio.
- Bologna, Musei Civici d'Arte Antica: Compianto su Cristo morto (1592-1612).
- Bruxelles, Musées Royaux des Beaux-Arts: La vocazione dei santi Pietro e Andrea.
- Chantilly, Musée Condé: Sacra Famiglia col gatto, 1574-1577; L'addio di Cristo a sua madre;
- Copenaghen, Museo Reale: Ritratto di giovane donna.
- Firenze, Gallerie degli Uffizi, Uffizi: Ritratto di Francesco II della Rovere (1572); Madonna del popolo (1575-79); Ritratto di ragazza (1570-75) , rame; Cristo e Maria Maddalena; Autoritratto (1570-75), olio su rame; Madonna della gatta; Cristo che appare alla Maddalena.
- Genova, Cattedrale: Crocifissione con i dolenti e San Sebastiano (1590-96).

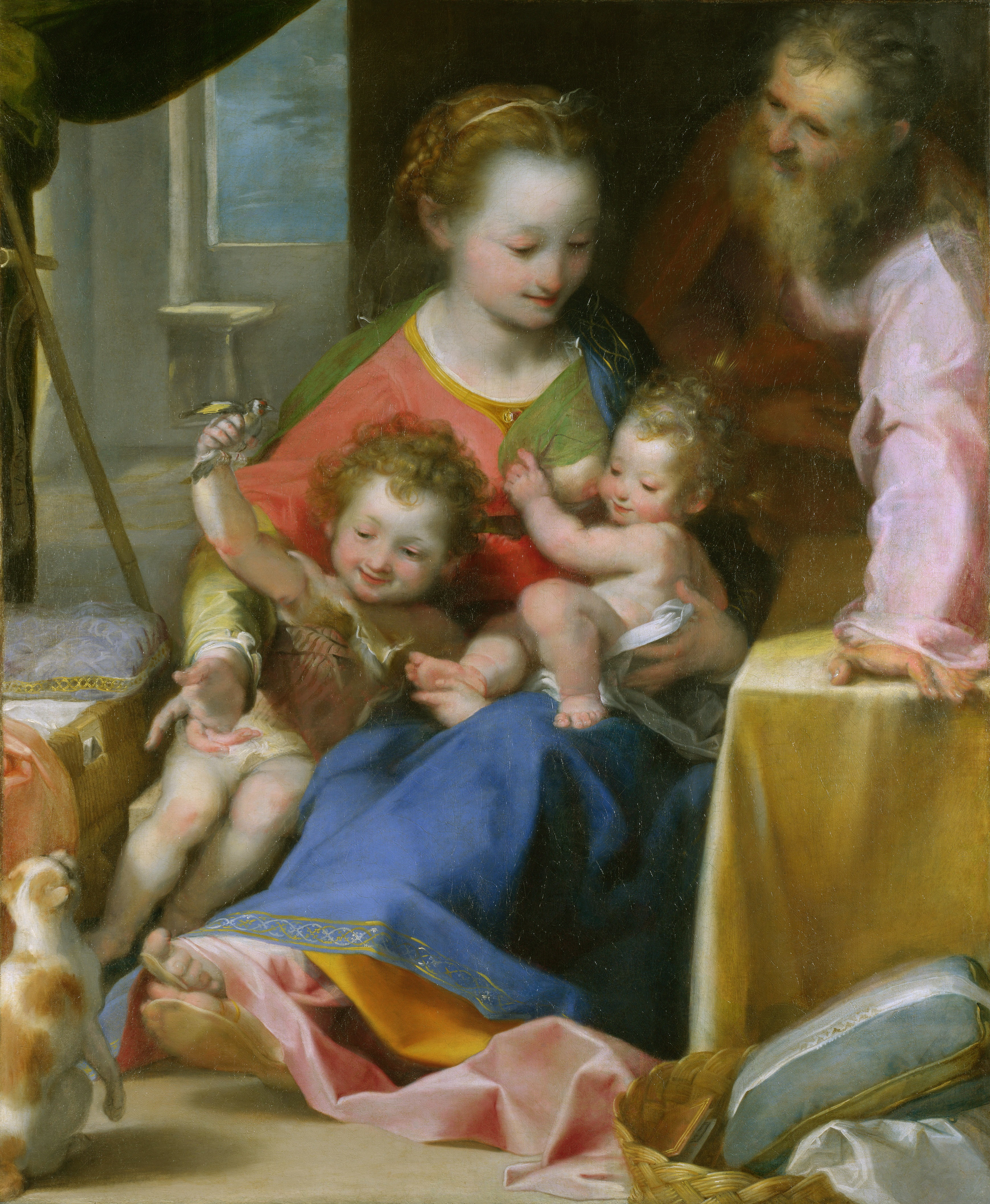
Madonna del gatto, Londra, National Gallery

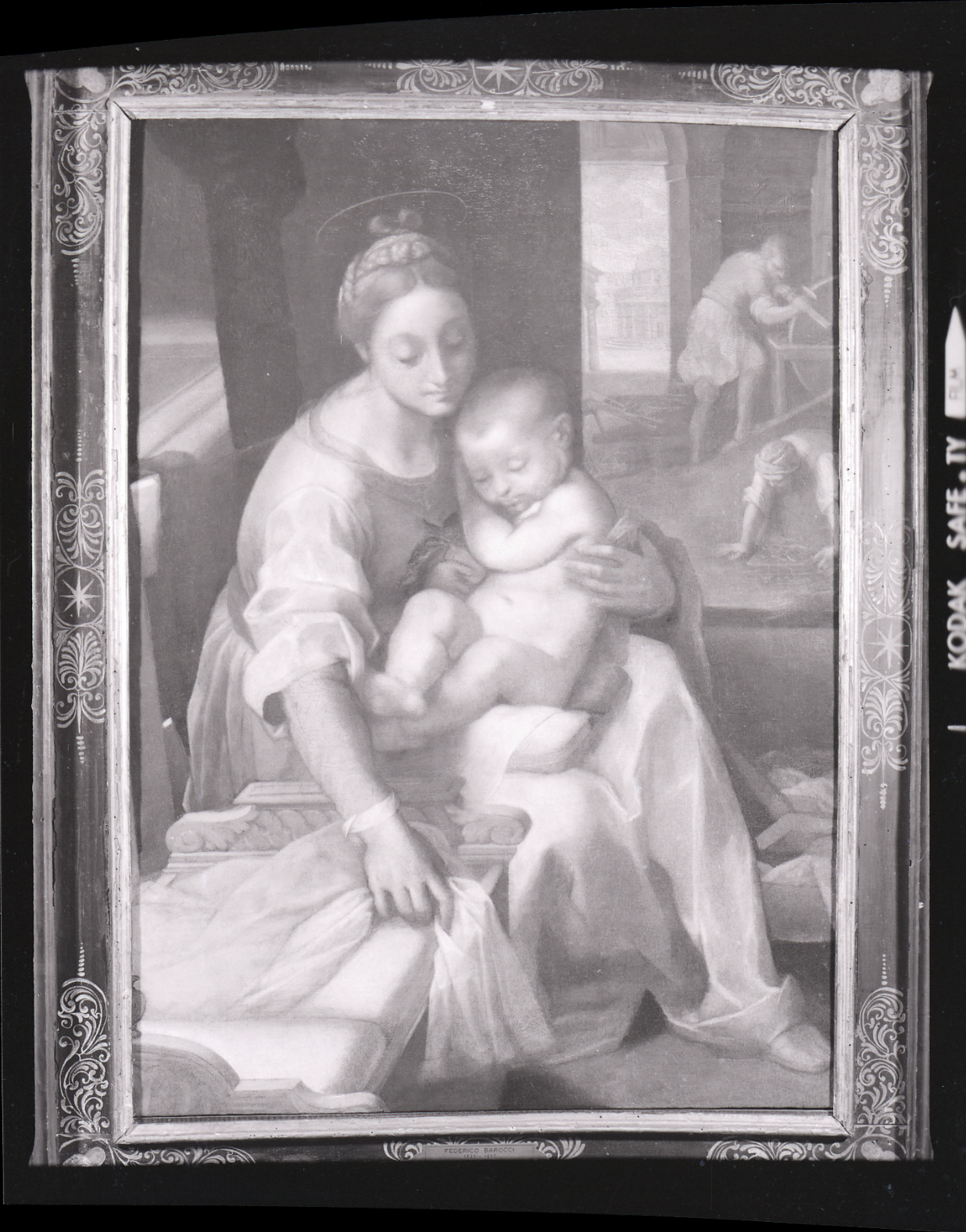
Madonna Albani in una foto di Paolo Monti del 1973. Fondo Paolo Monti, BEIC

- Londra, National Gallery: Madonna del gatto (1574-75 ca).
- Ambasciata d'Italia: Ritratto di Ippolito della Rovere (1602).
- Madrid, Museo del Prado: La Natività (1597), olio, Cristo in croce (1604);
- Milano, Pinacoteca di Brera: Martirio di San Vitale (1580-83).
- Milano, Pinacoteca Ambrosiana: Presepe (1599), olio su tela (copia autografa della Natività esposta al Prado).
- Milano, Duomo, Sant'Ambrogio che impone la penitenza a Teodosio
- Monaco di Baviera, Alte Pinakothek: Cristo che appare alla Maddalena (1590).
- Montepulciano, Chiesa di Sant'Agostino: Madonna della Cintola
- Parigi, Louvre: Circoncisione di Cristo (1590), olio su rame; Madonna con Santa Lucia e Sant'Antonio Abate (1590).
- Perugia, Cattedrale di San Lorenzo, Deposizione dalla croce, (1569)
- Piobbico, chiesa di Santo Stefano: Riposo durante la fuga in Egitto (1570-73)
- Roma, Banca Nazionale del Lavoro: Madonna Albani.
- Roma, Chiesa Nuova: Presentazione di Maria al Tempio (1593-1603); Visitazione (1583-86), olio.
- Roma, cappella Aldobrandini della Basilica di Santa Maria sopra Minerva: Istituzione dell'Eucaristia (1603-1607).
- Roma, Edificio maggiore della Casina di Pio IV, nei Giardini Vaticani, affreschi.
- Roma, Palazzetto di Sisto V, Salette, Dipinti.
- Roma, Galleria Borghese: San Girolamo, Fuga di Enea da Troia (1598).
- Roma, Galleria dell'Accademia di San Luca: Riposo durante la fuga in Egitto.
- Roma, Galleria Doria Pamphilj: Studio di Testa.
- Roma, Galleria Pallavicini: Madonna con Bambino.
- Palazzi Vaticani, Seconda Sala del Museo Gregoriano Etrusco: affreschi con Storie di Mosè.
- Pinacoteca Vaticana: Annunciazione (1582-84); Beata Michelina (1606); Riposo durante la fuga in Egitto.
- Sodalizio dei Piceni: Madonna col Bambino e i santi Geronzio, Maria Maddalena e i donatori (1590 ca).
- Salisburgo, Residenzgalerie: Autoritratto.
- Senigallia, Palazzo Vescovile: Madonna del Rosario (1589-93 ca).
  - Chiesa di Santa Croce: Sepoltura di Cristo (1579-82).

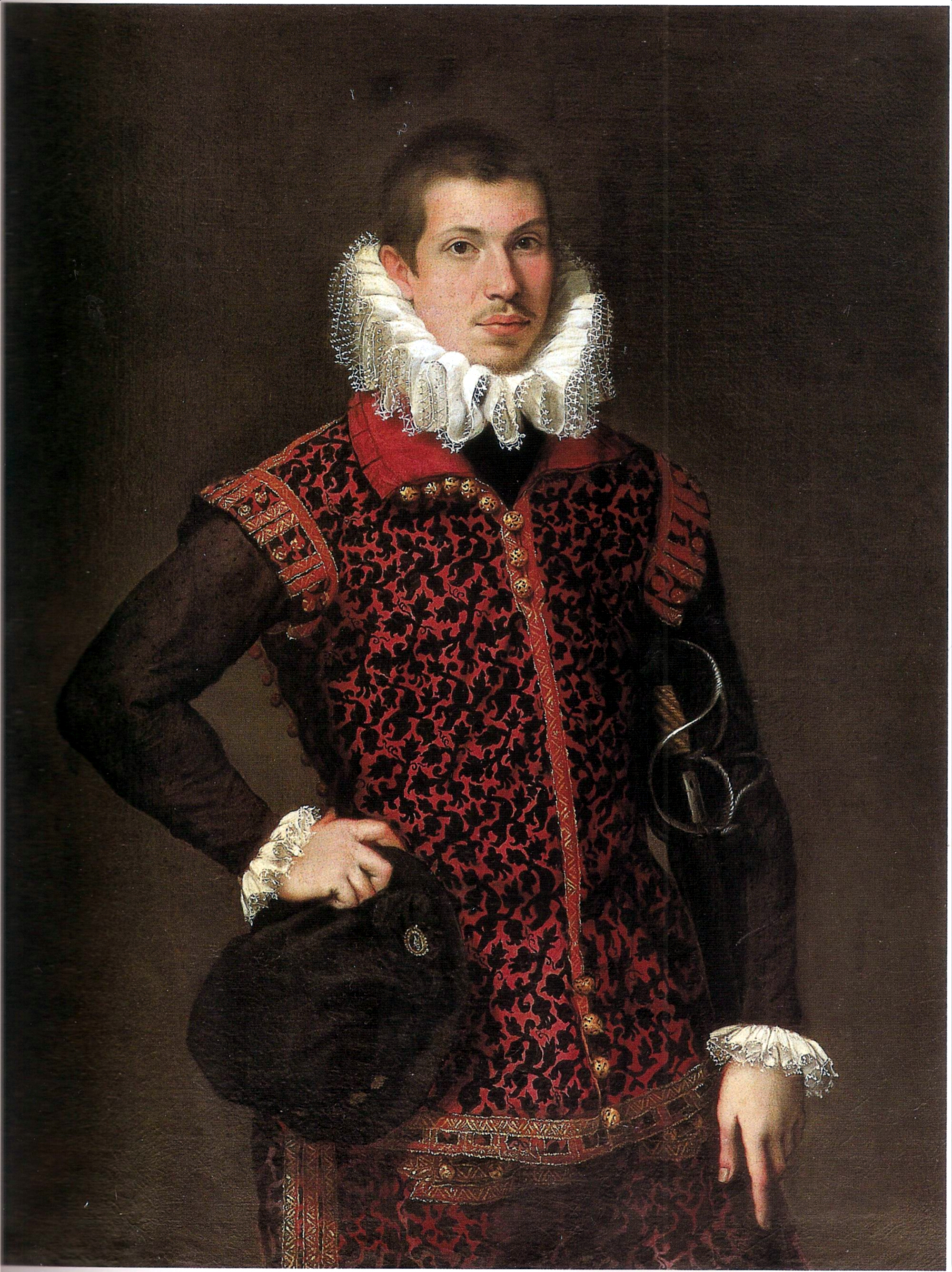
Ritratto di giovane uomo, Strasburgo

- Strasburgo, Musée des beaux-arts: Ritratto di giovane uomo (anni 1580)
- Urbania, chiesa dell'ospedale: Vergine con Bambino (Madonna delle Nubi)
- Urbino, Galleria Nazionale delle Marche: Madonna col Bambino tra i santi Simone e Giuda (1567), olio su rame; San Francesco riceve le stigmate (1594-95); Madonna di san Giovanni (1565 ca); Crocifissione e dolenti (1566 o 1567); Immacolata Concezione; Assunzione della Vergine.
  - Cattedrale, Cappella del Santissimo Sacramento:Ultima Cena (1592-99).
  - Cattedrale: Martirio di San Sebastiano (1557 - 58); Santa Cecilia tra i santi Maria Maddalena, Giovanni Evangelista, Paolo e Caterina (1555 ca).
  - Oratorio della Morte, Cristo crocifisso e i dolenti (1597-1600 ca).
  - Chiesa di San Francesco: Perdono di Assisi (1574-76).
- Vienna, Kunsthistorisches Museum: Monsignore Giuliano della Rovere (1595); Ritratto di donna.
- Washington, National Gallery of Art: Ritratto di Quintillia Fischieri; Testa di Giovanni Evangelista.
- Weimar, Goethe Nationalmuseum: Ritratto di Francesco Maria II Della Rovere (1580 o 1583).
- Castiglione delle Stiviere, Museo storico aloisiano: Seppellimento del Cristo.[10]

Disegni di Federico Barocci fotografati da Paolo Monti per il catalogo della mostra monografica tenutasi a Bologna nel 1975
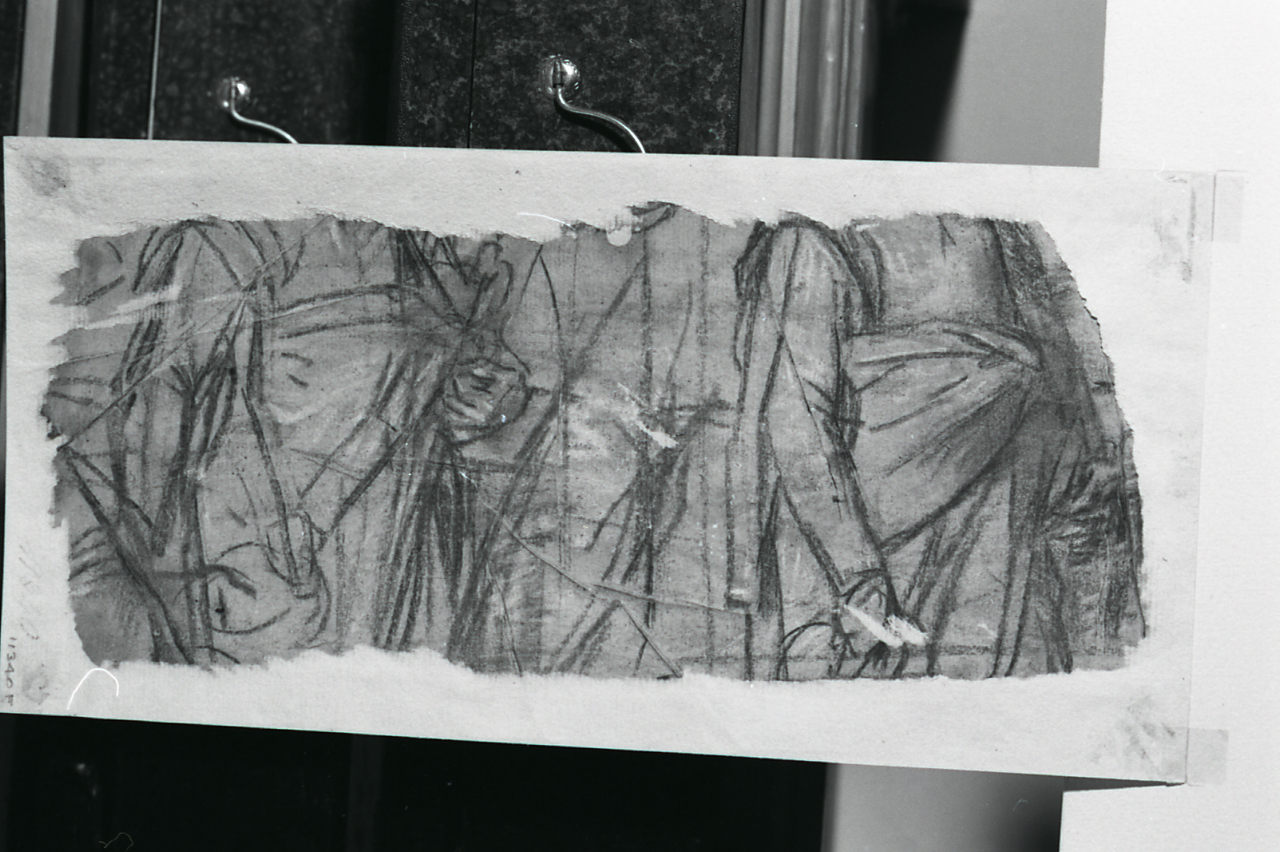
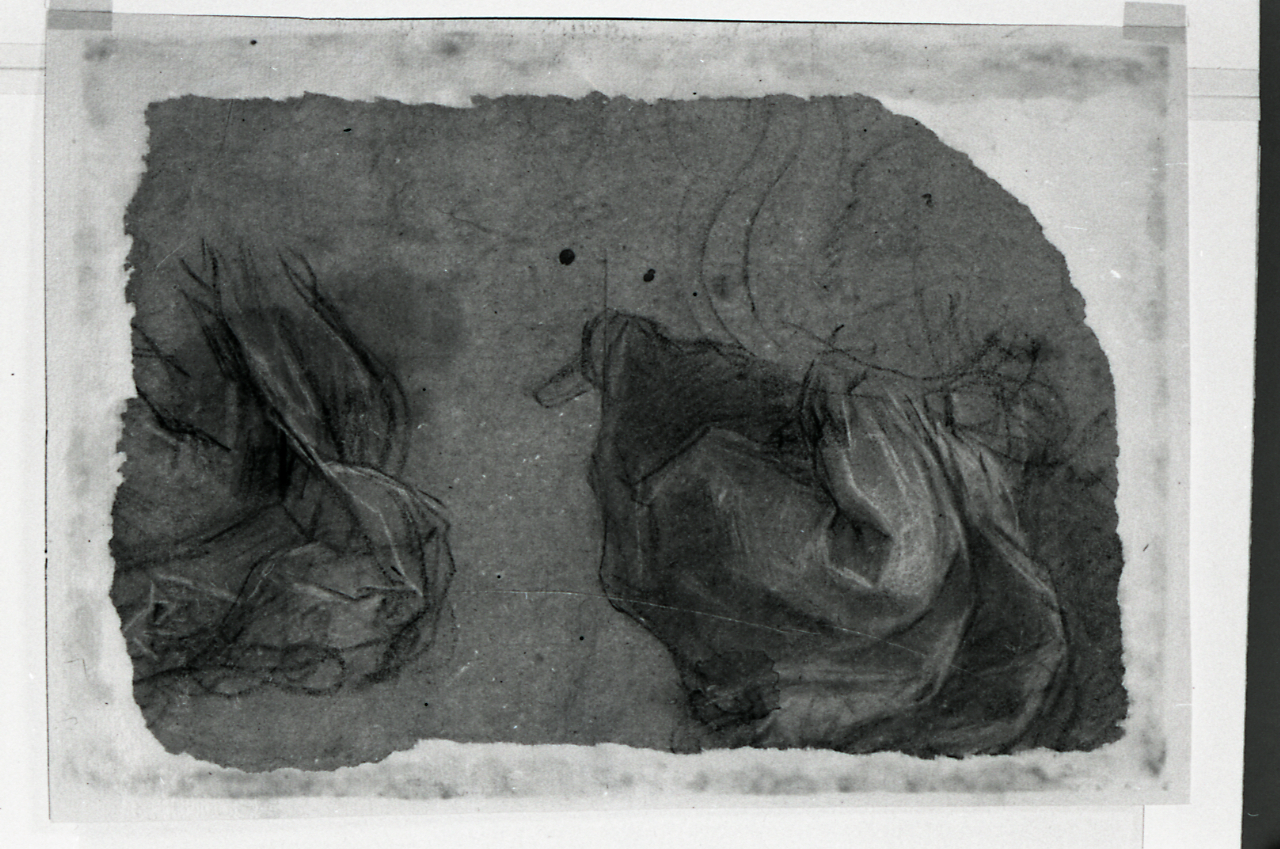
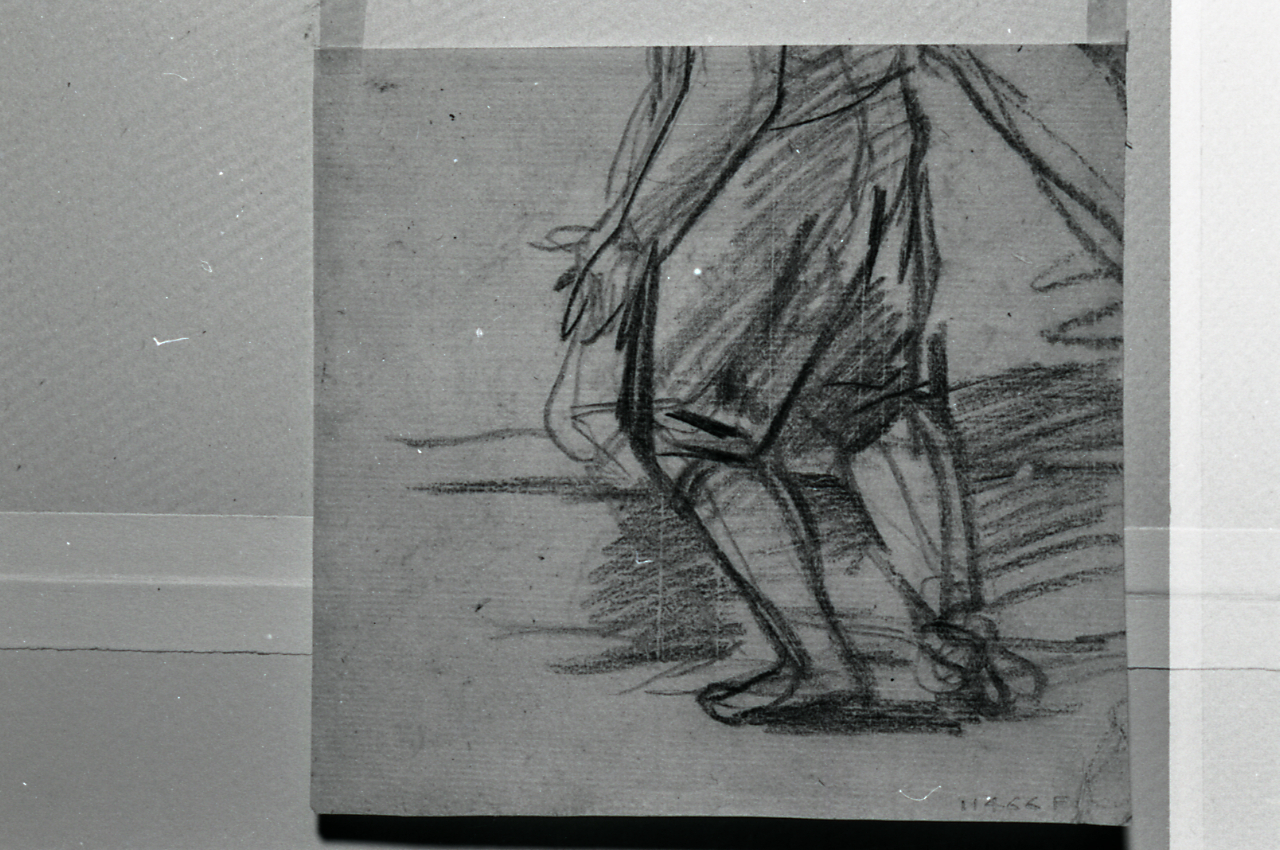
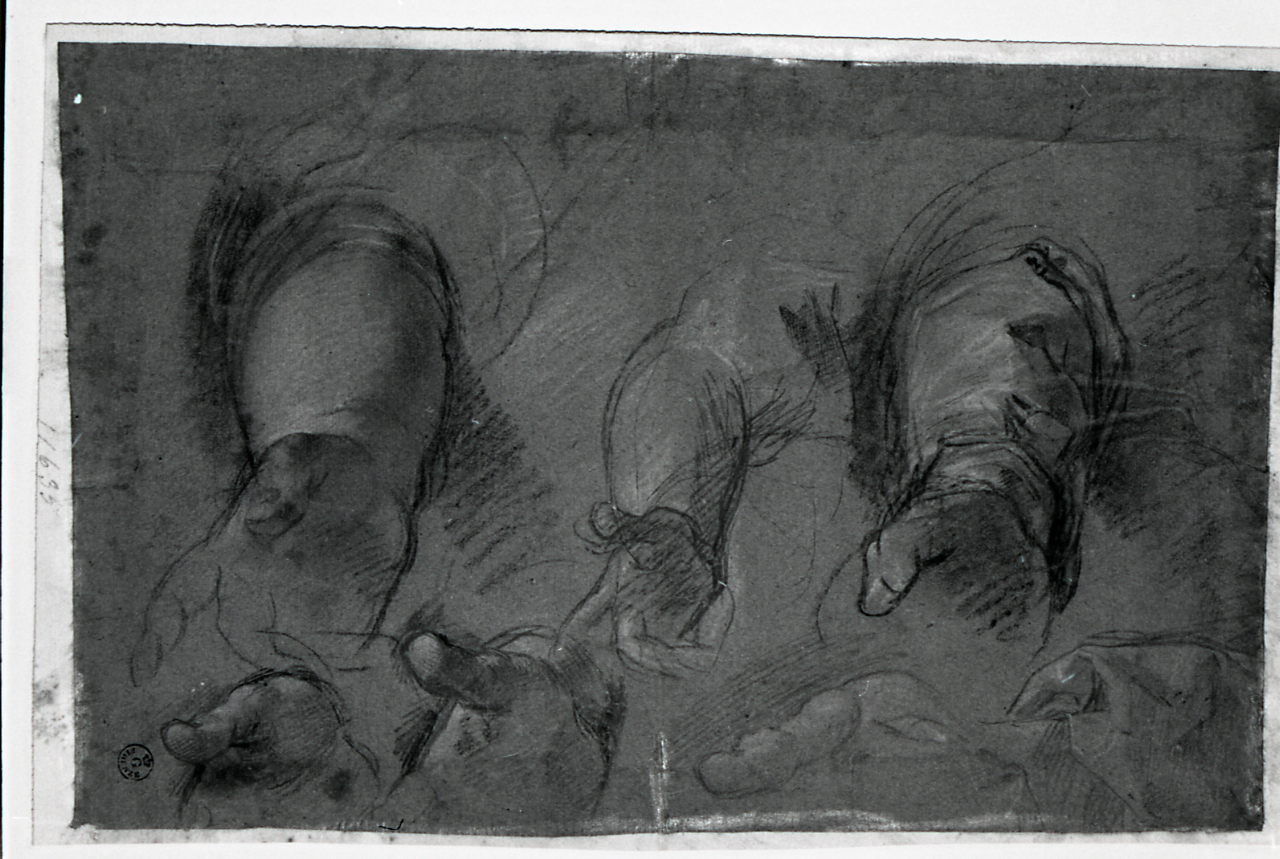
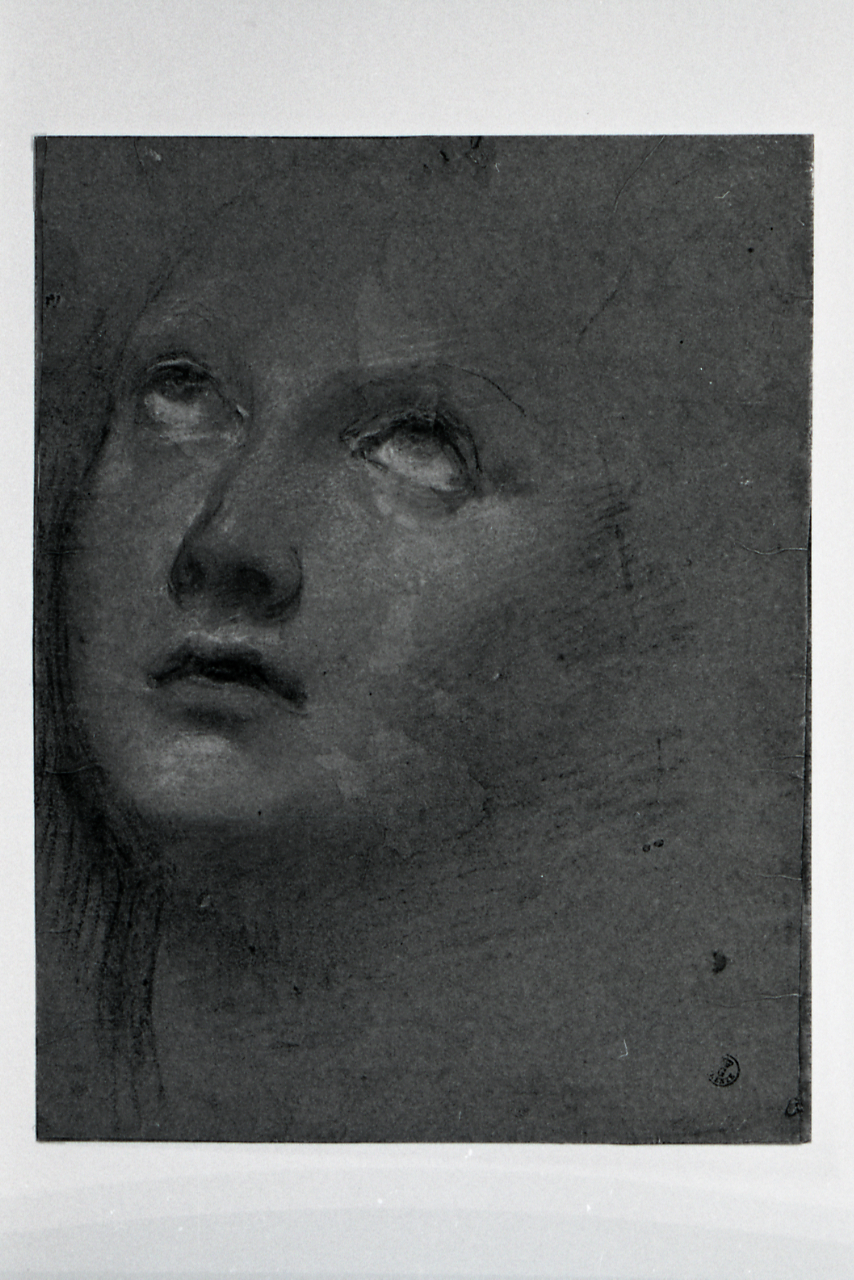
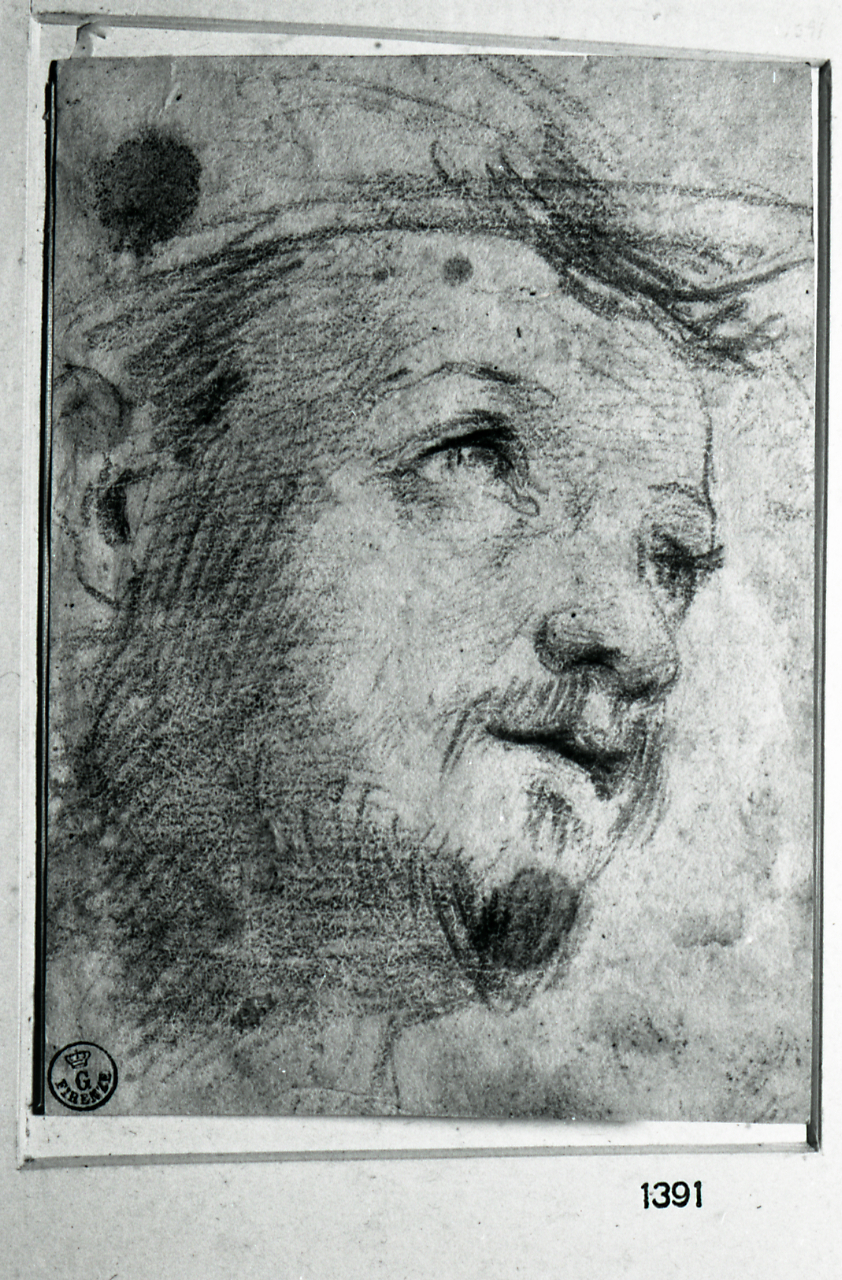
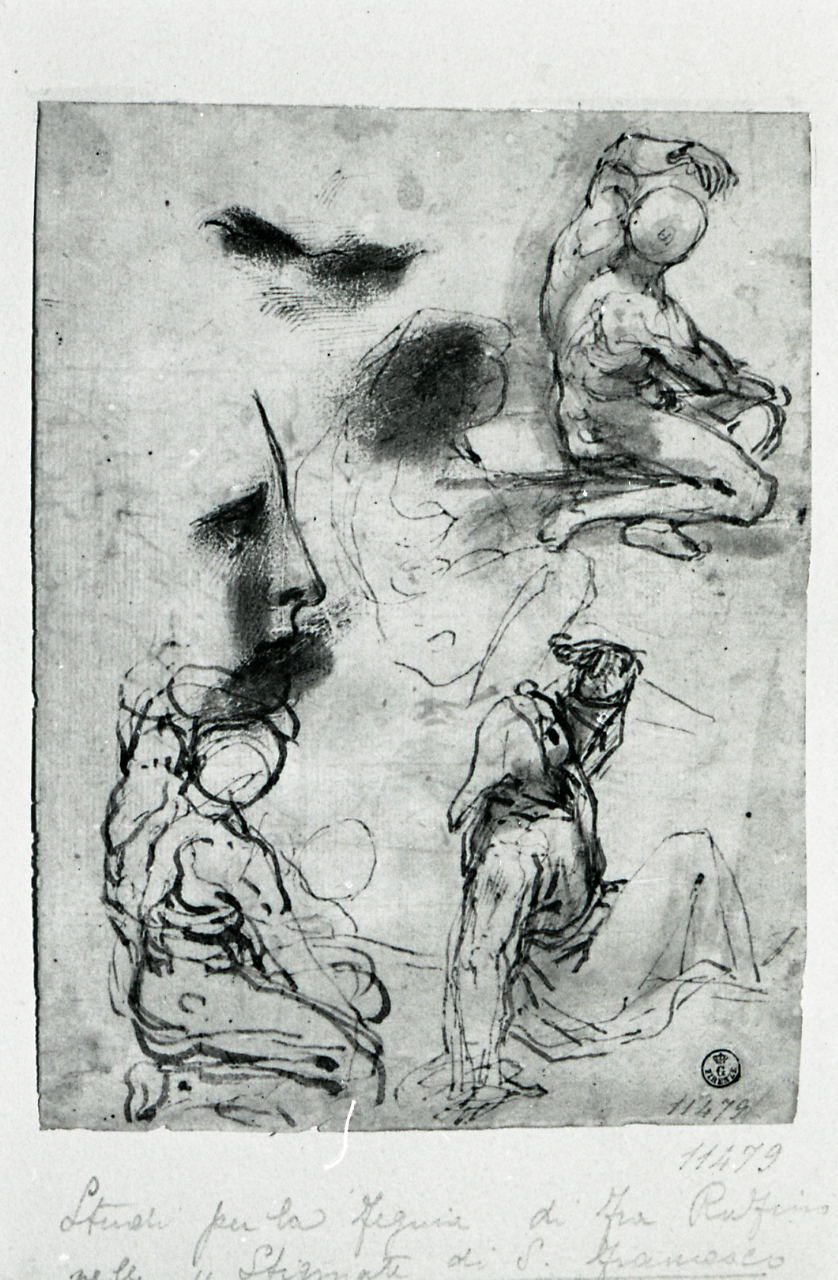
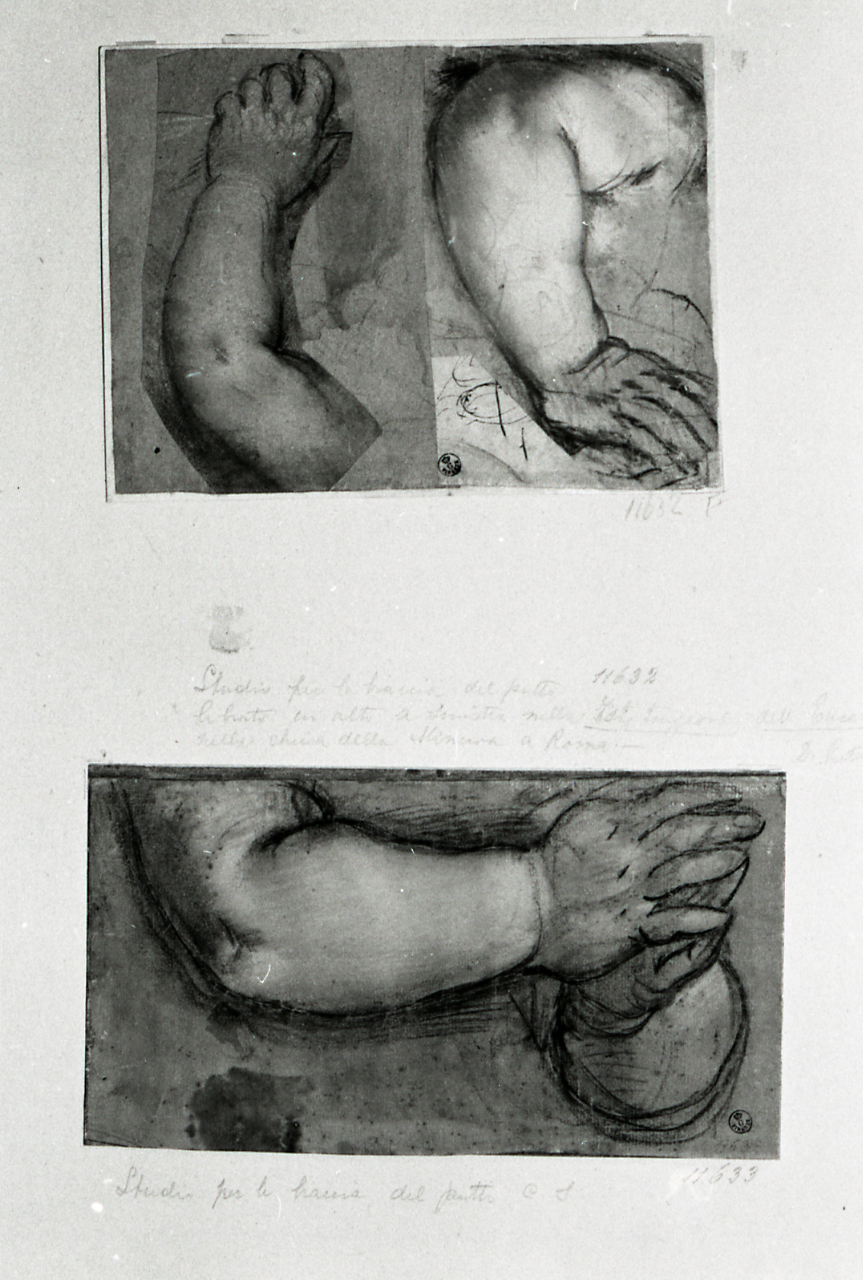
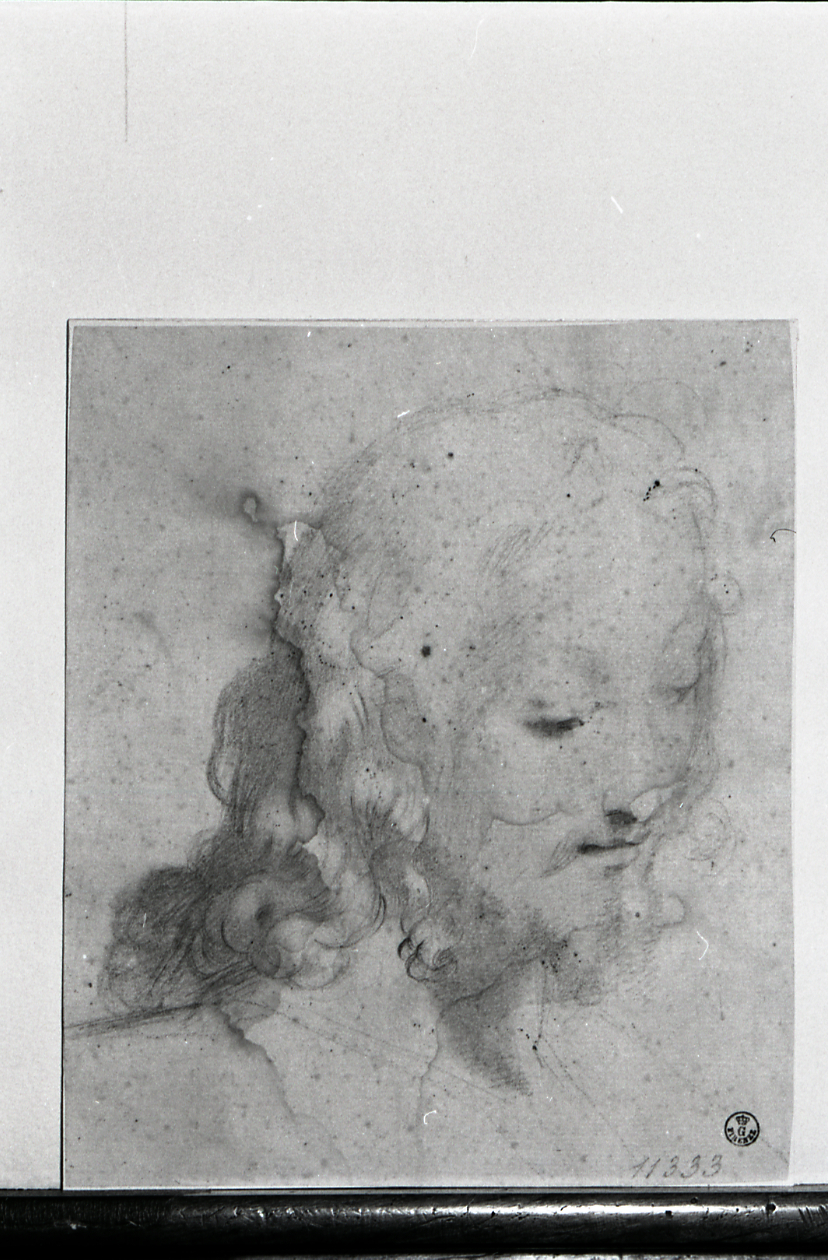
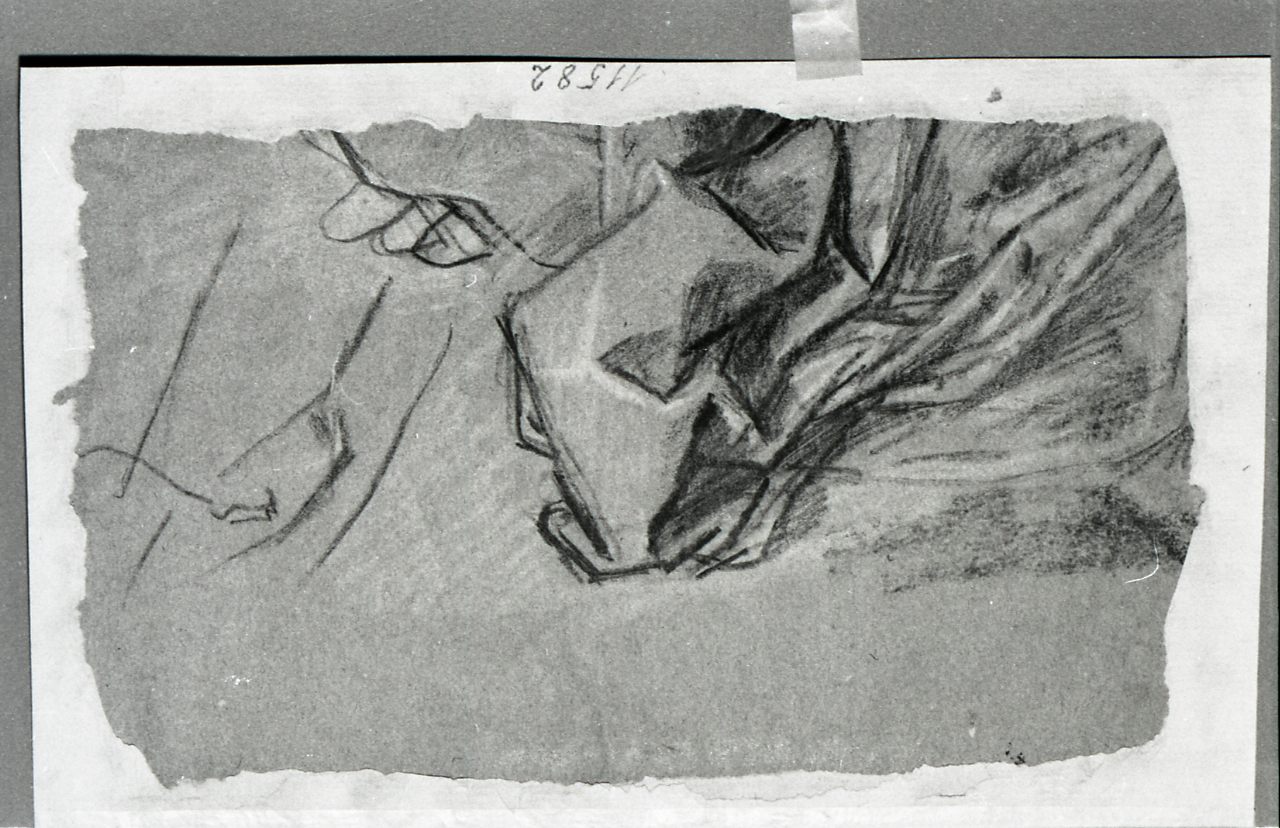
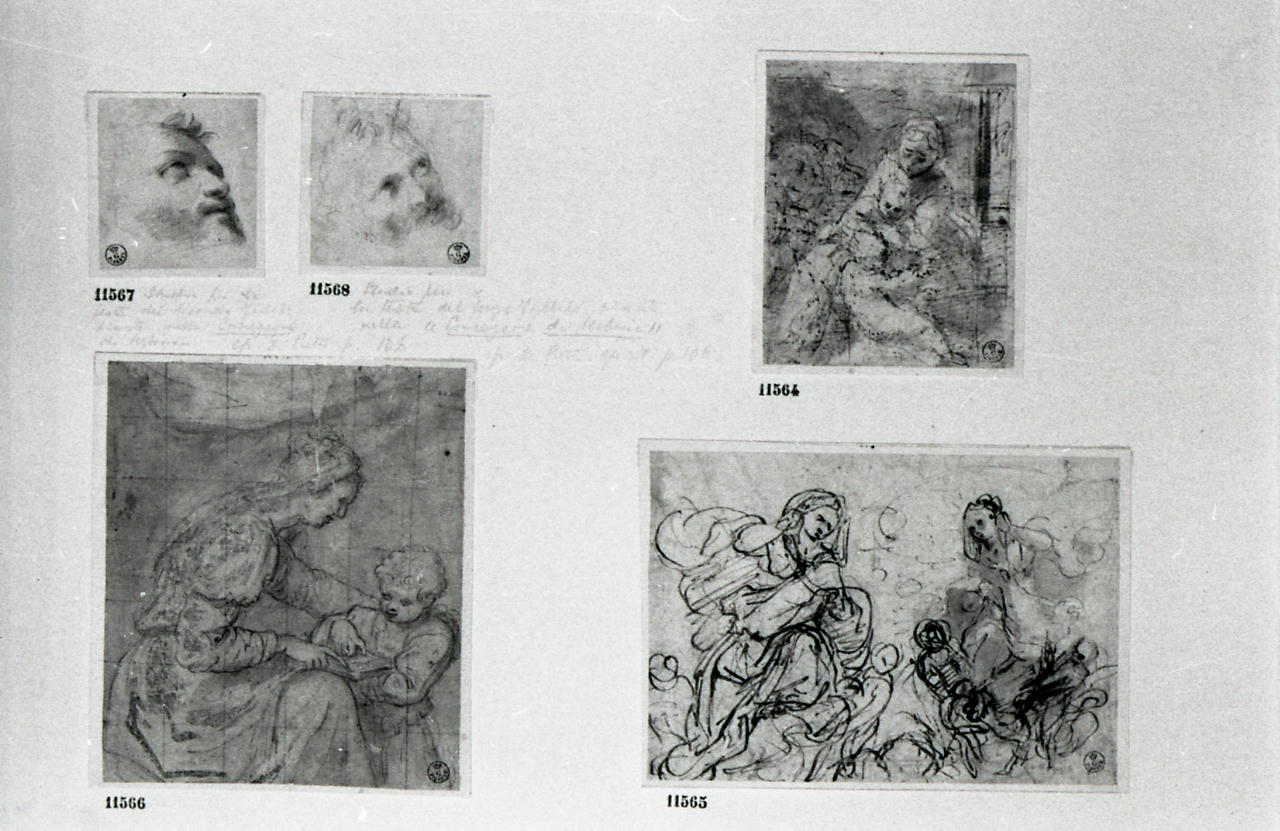
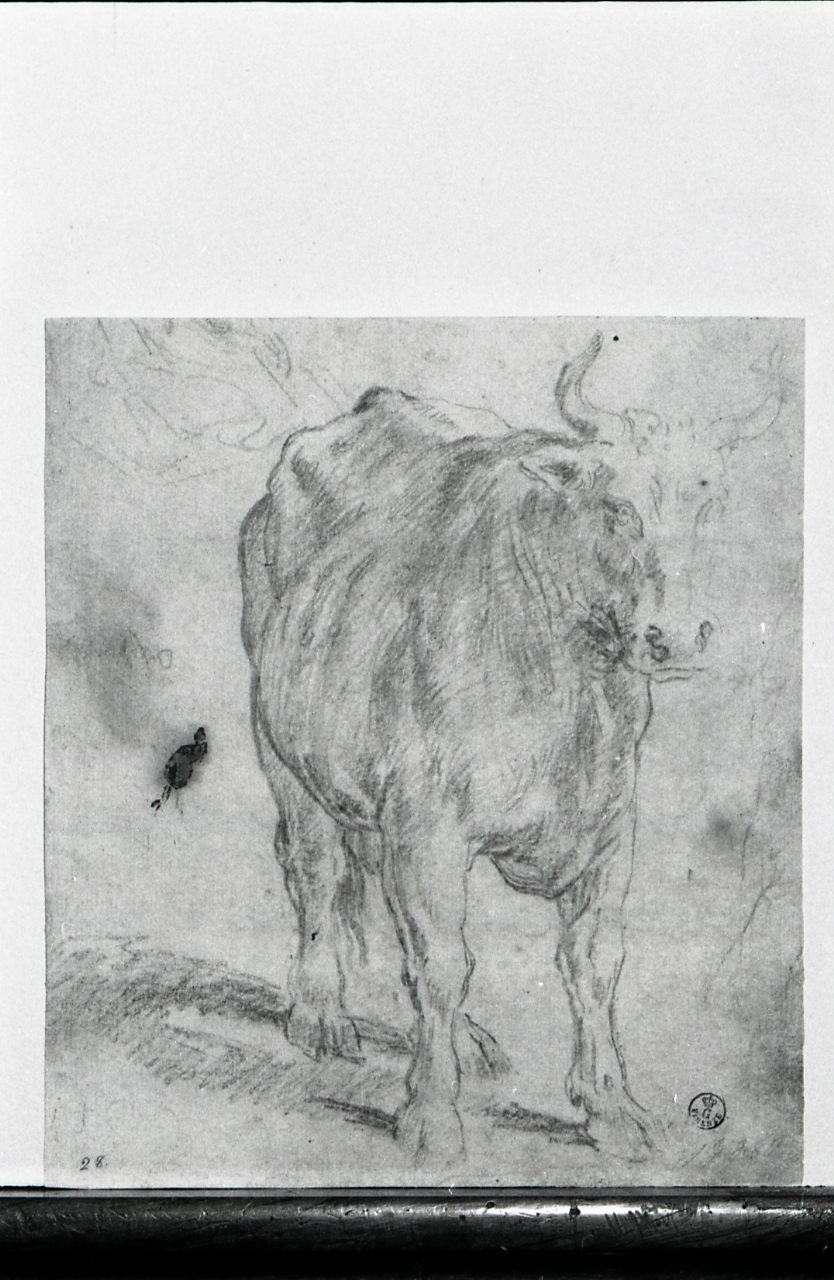
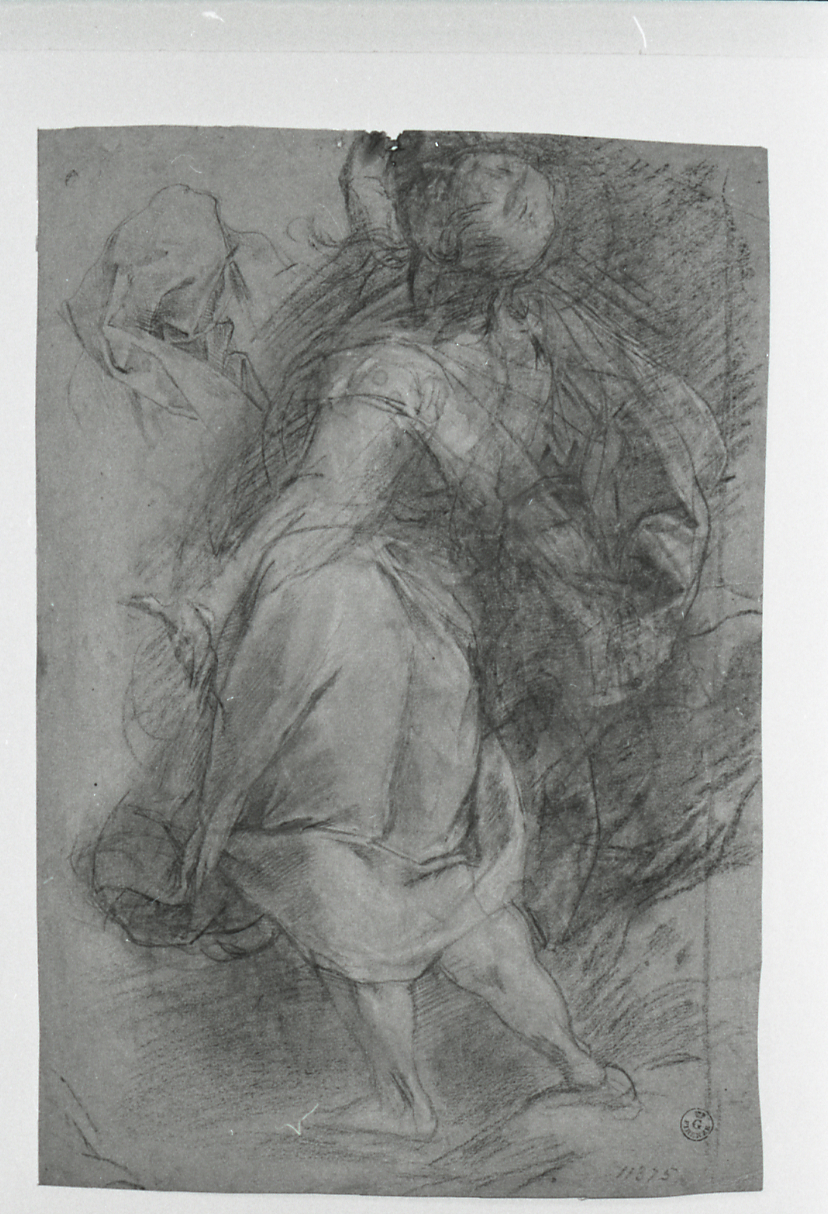
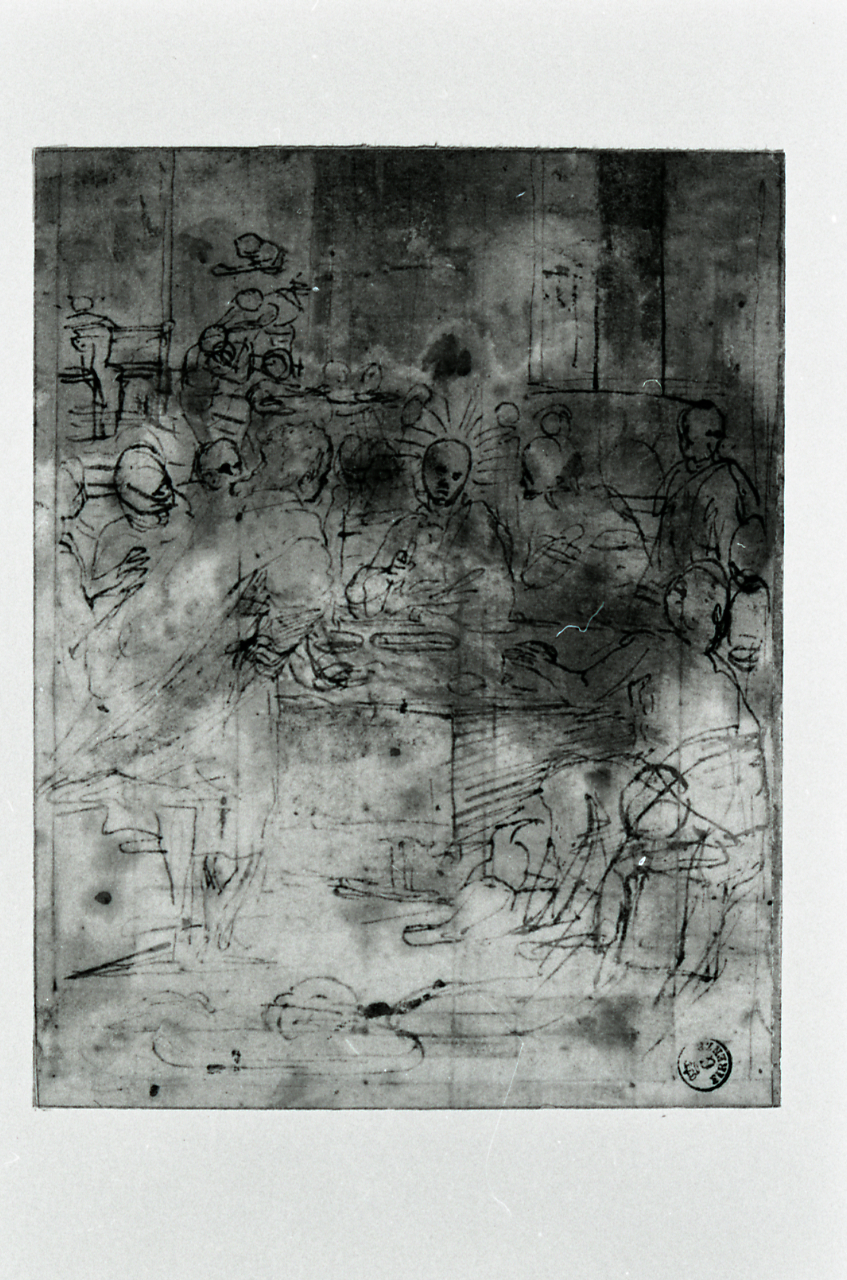
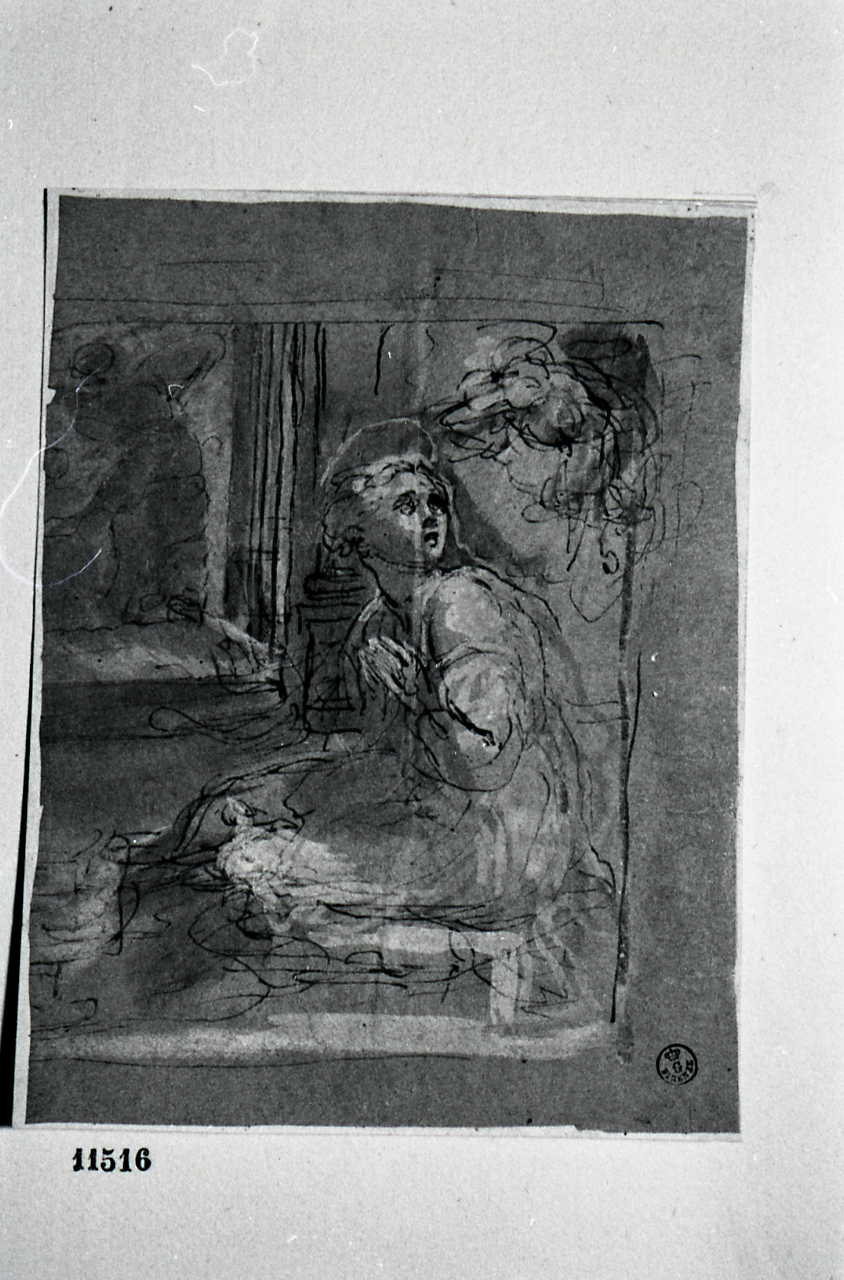
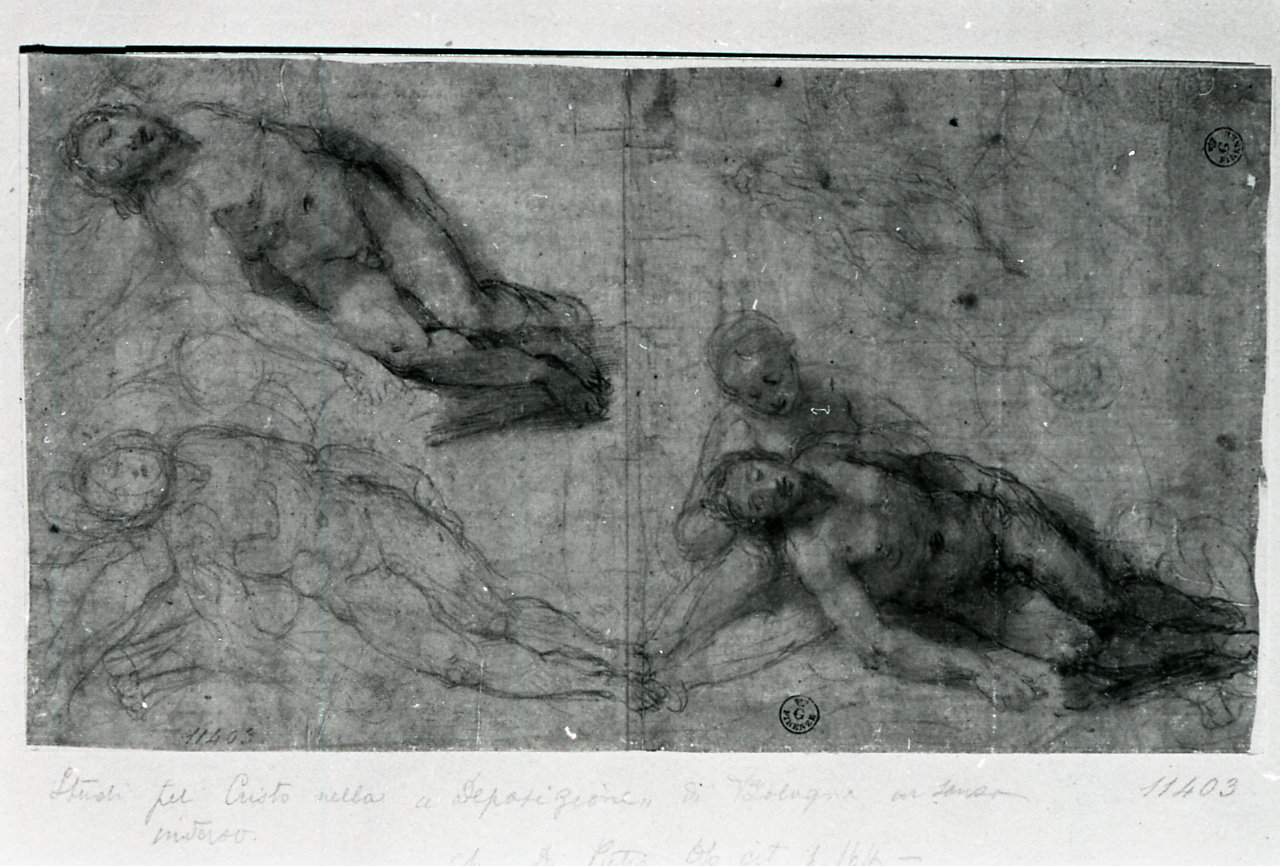
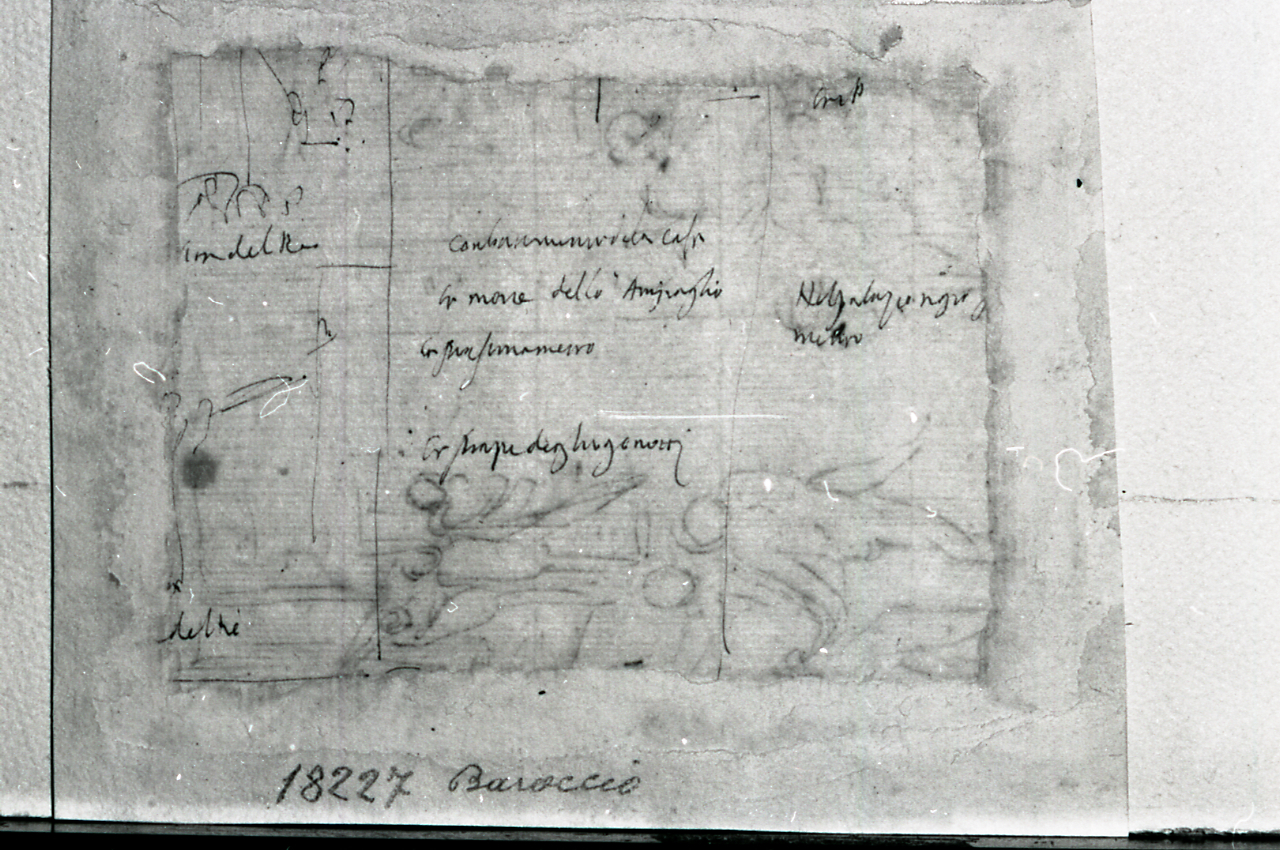
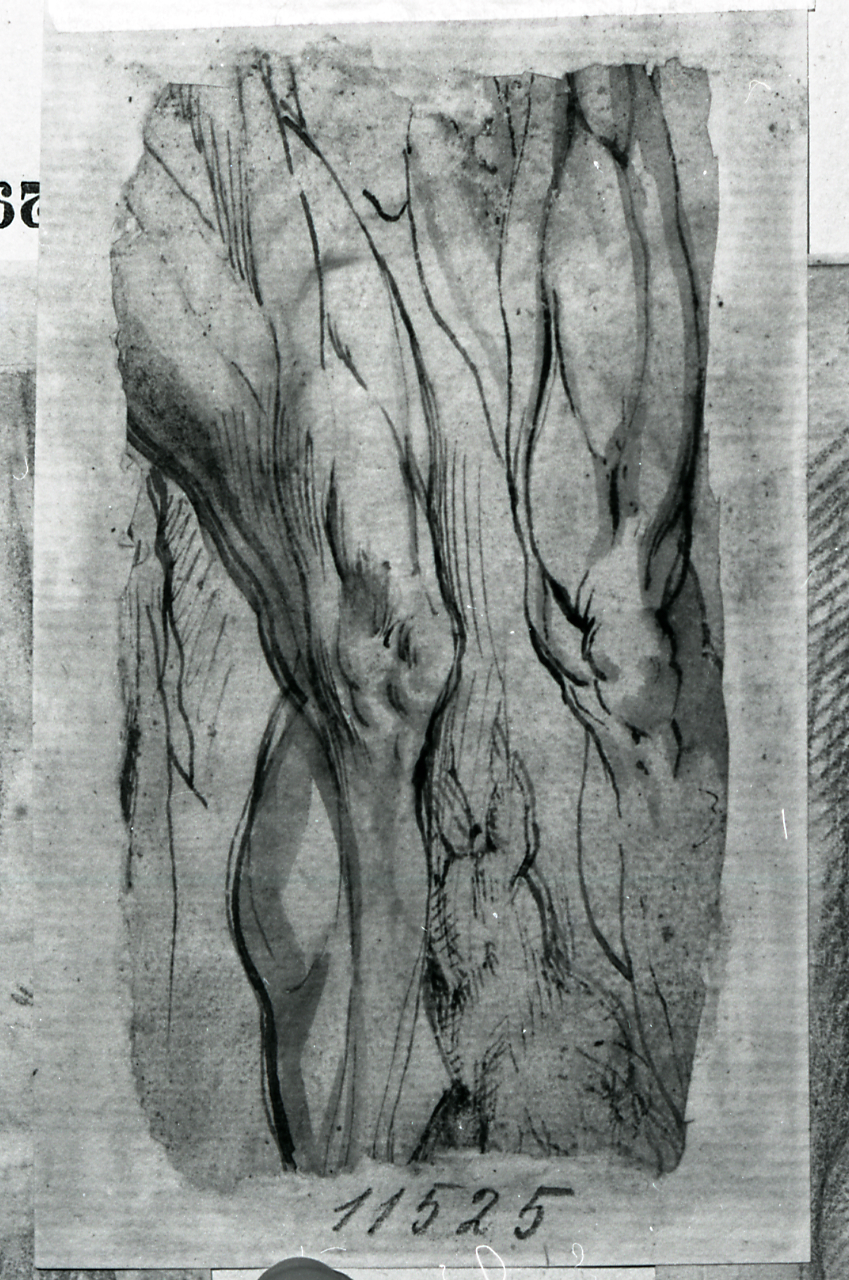
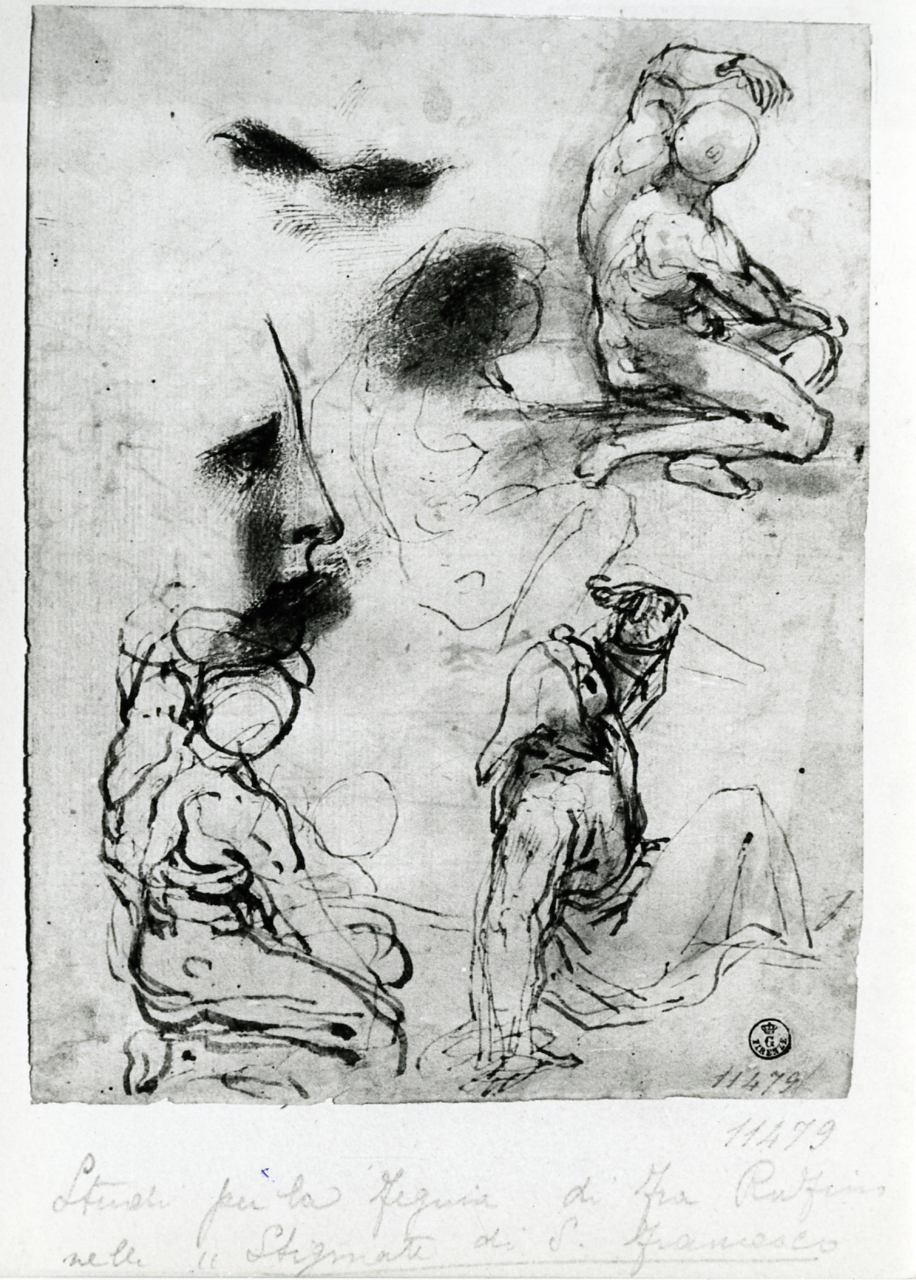
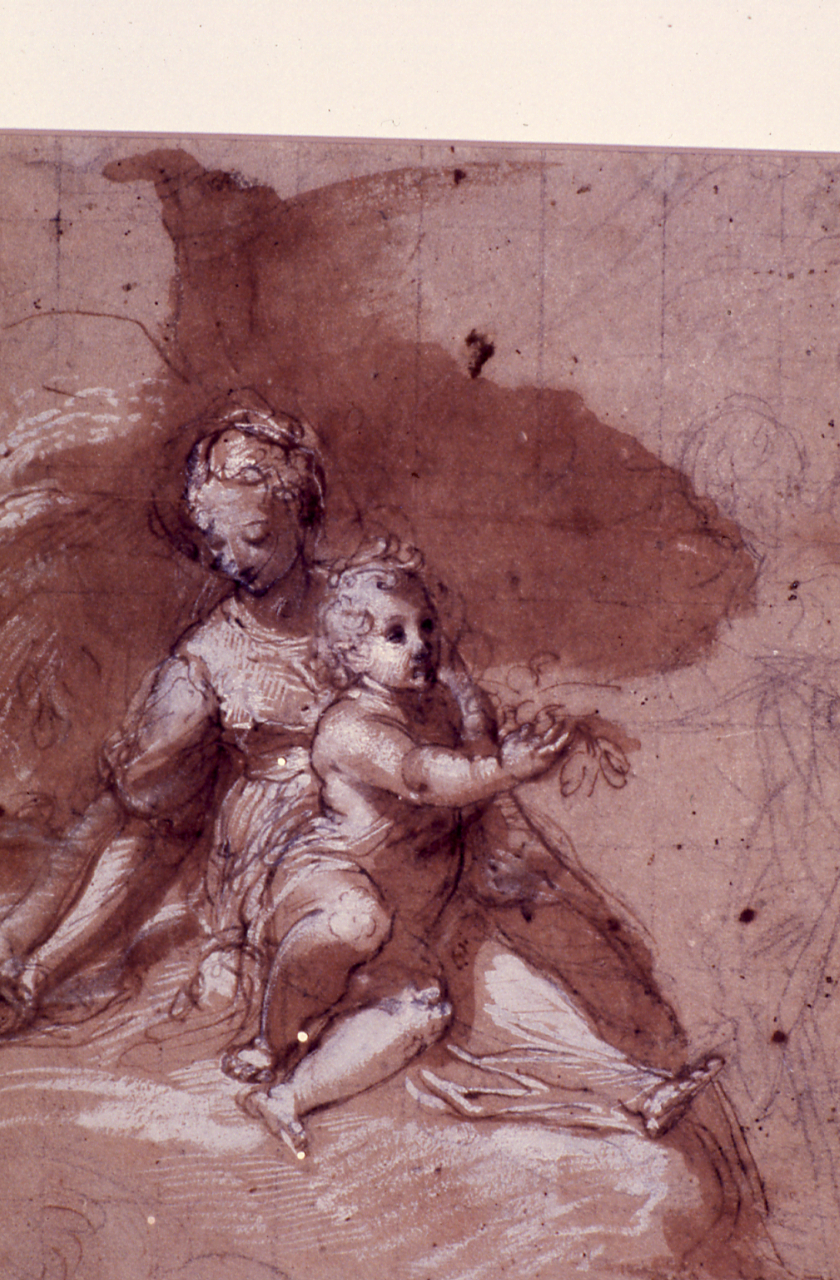
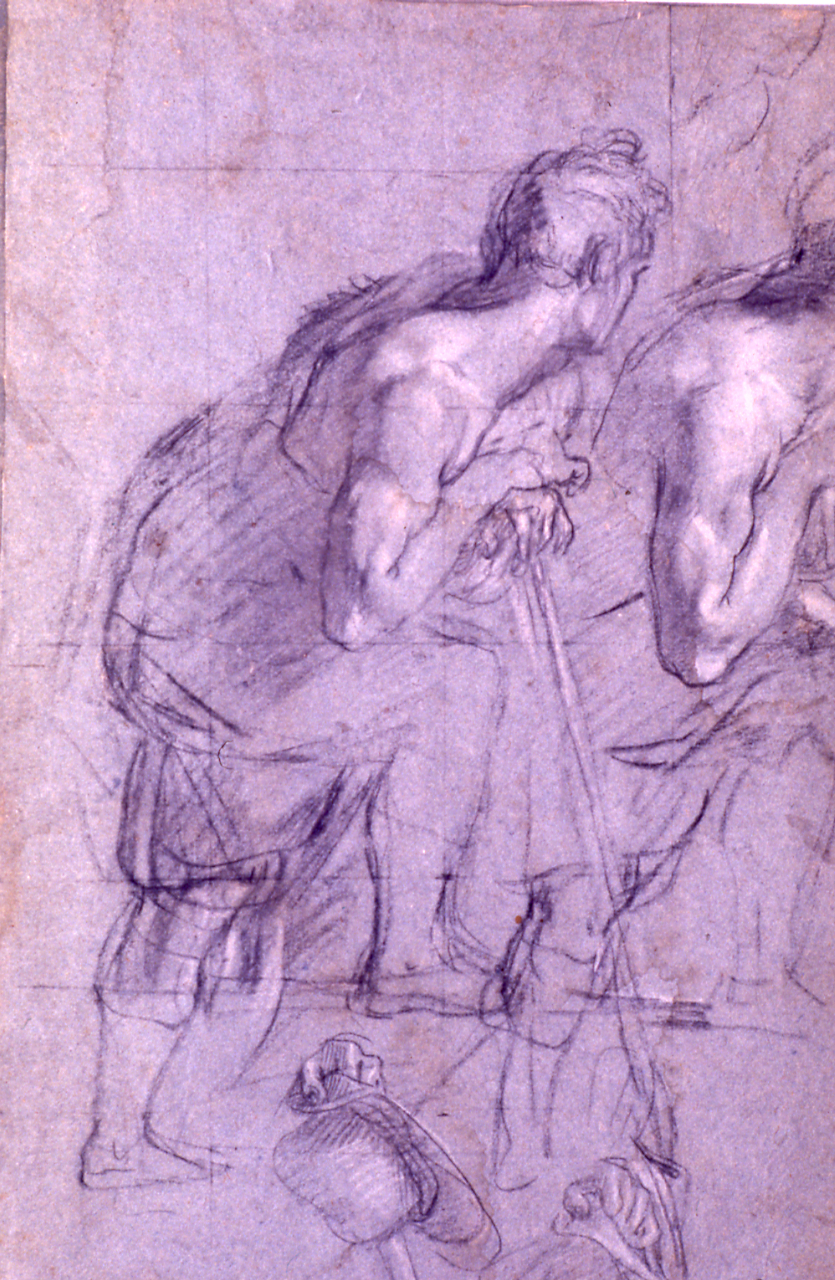
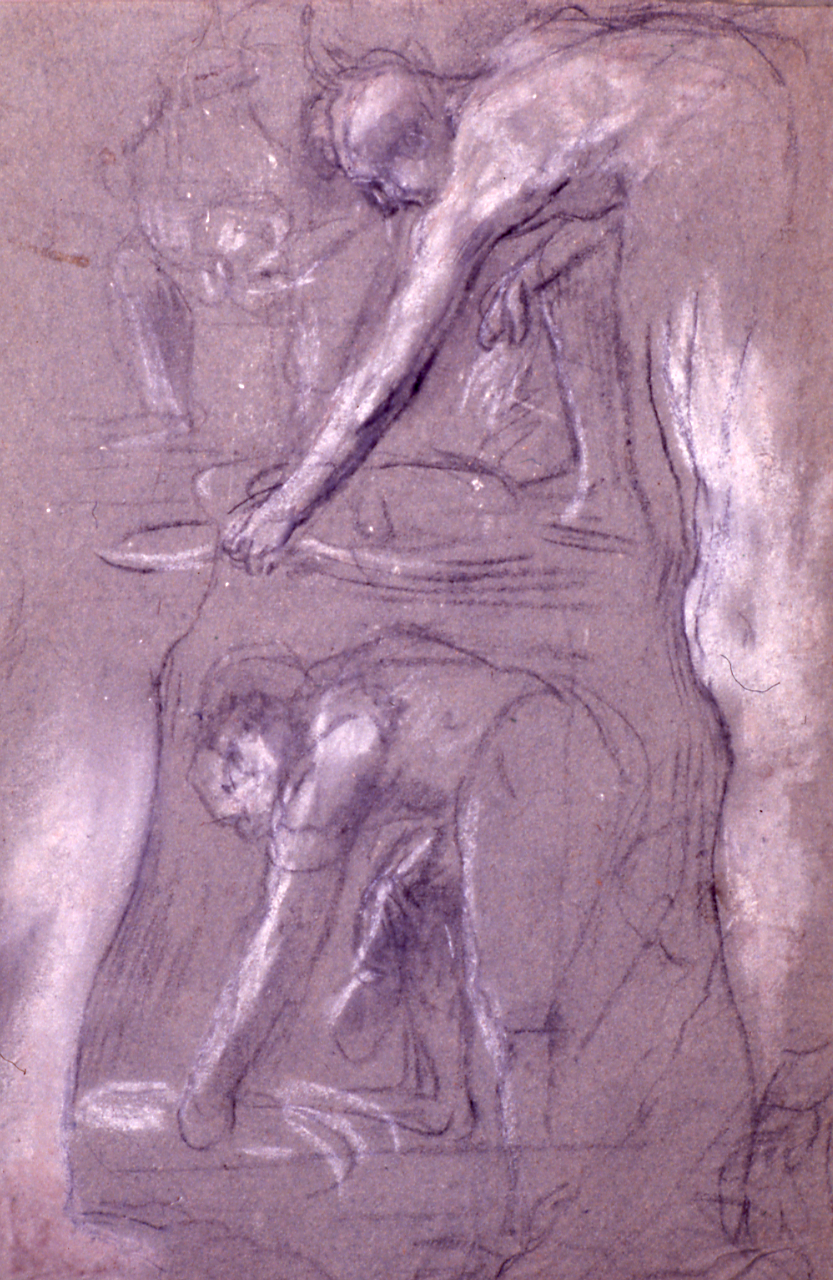
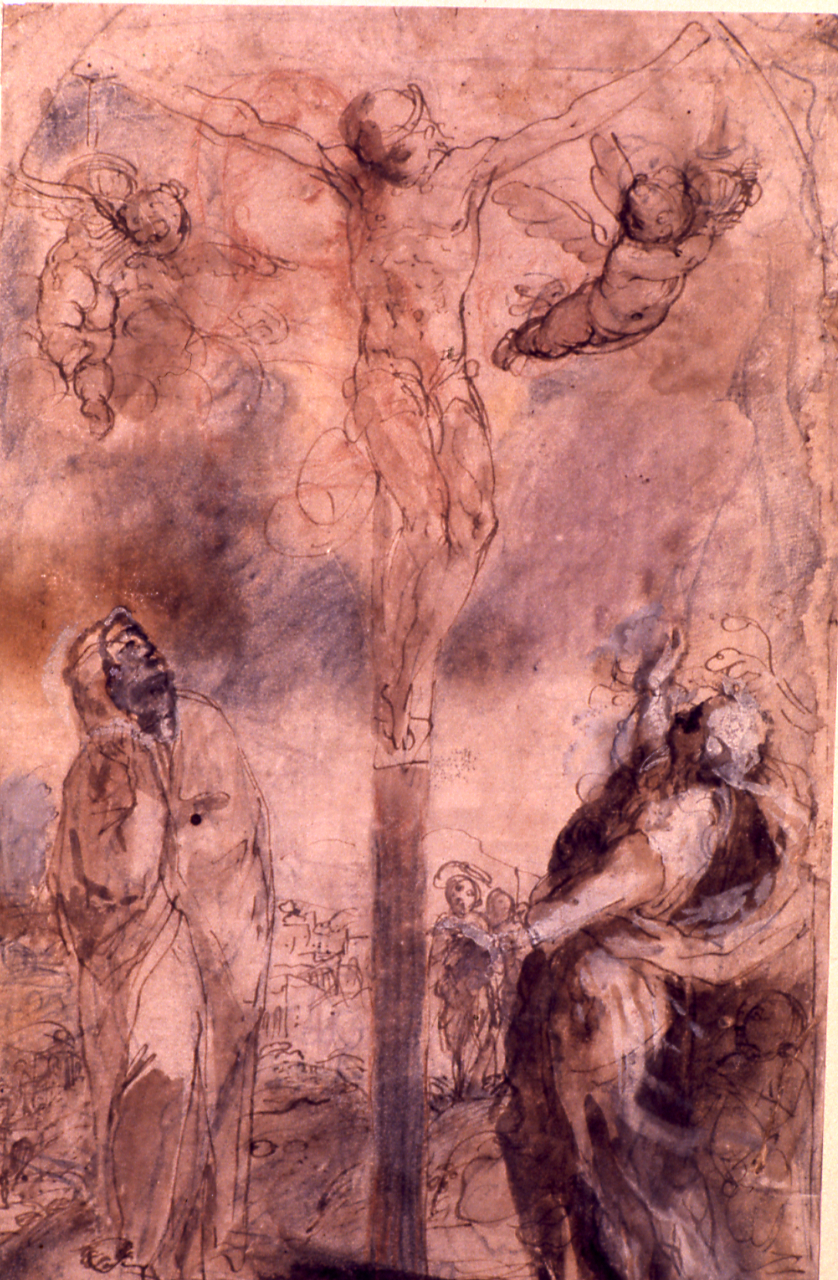
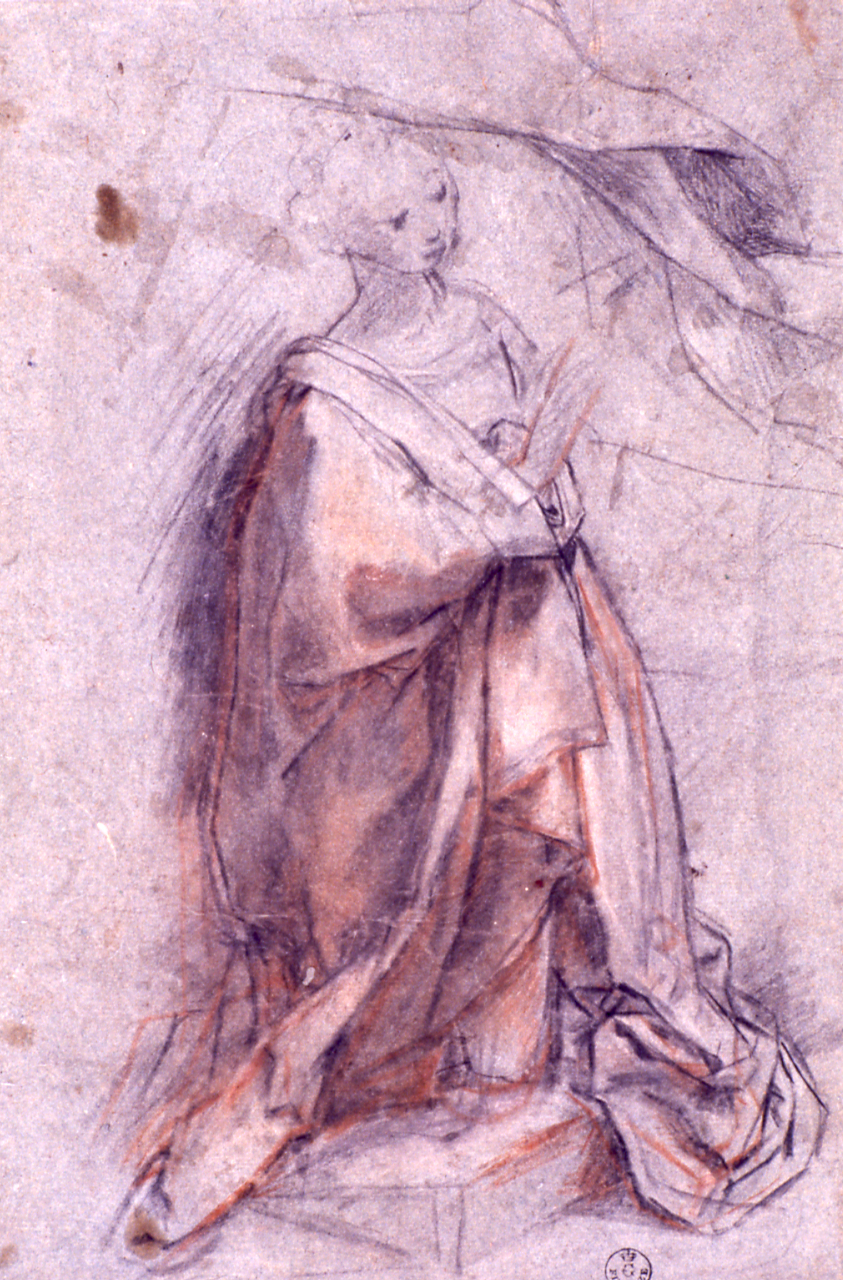
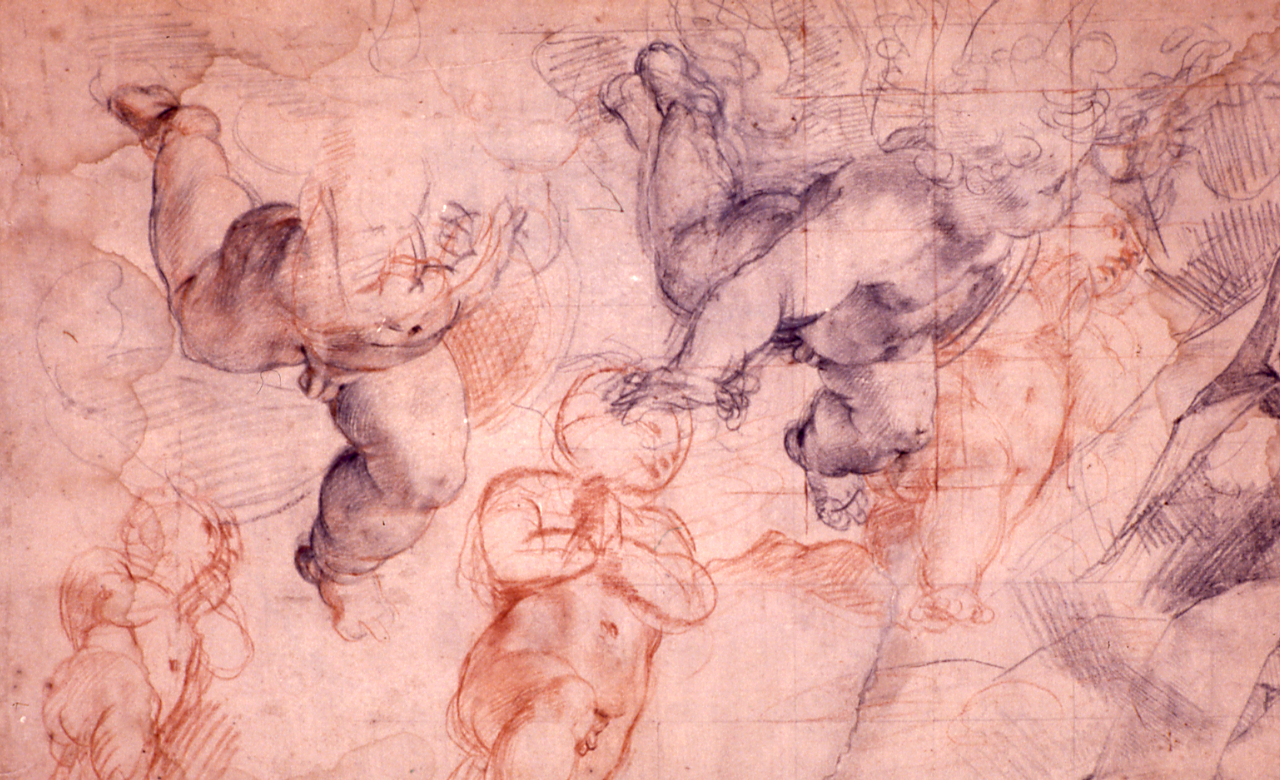